# Teplice
Teplice (německy Teplitz, v letech 1895–1946 Teplice-Šanov, německy Teplitz-Schönau) jsou lázeňské statutární město v okrese Teplice v Ústeckém kraji. Leží patnáct kilometrů západně od Ústí nad Labem v široké kotlině mezi Krušnými horami a Českým středohořím. Dominantou města viditelnou zdaleka je Doubravská hora. Teplice mají přibližně 51 tisíc obyvatel. Do druhé světové války se městu pro jeho vysokou kulturní úroveň i klasickou architekturu přezdívalo Malá Paříž.

## Historie

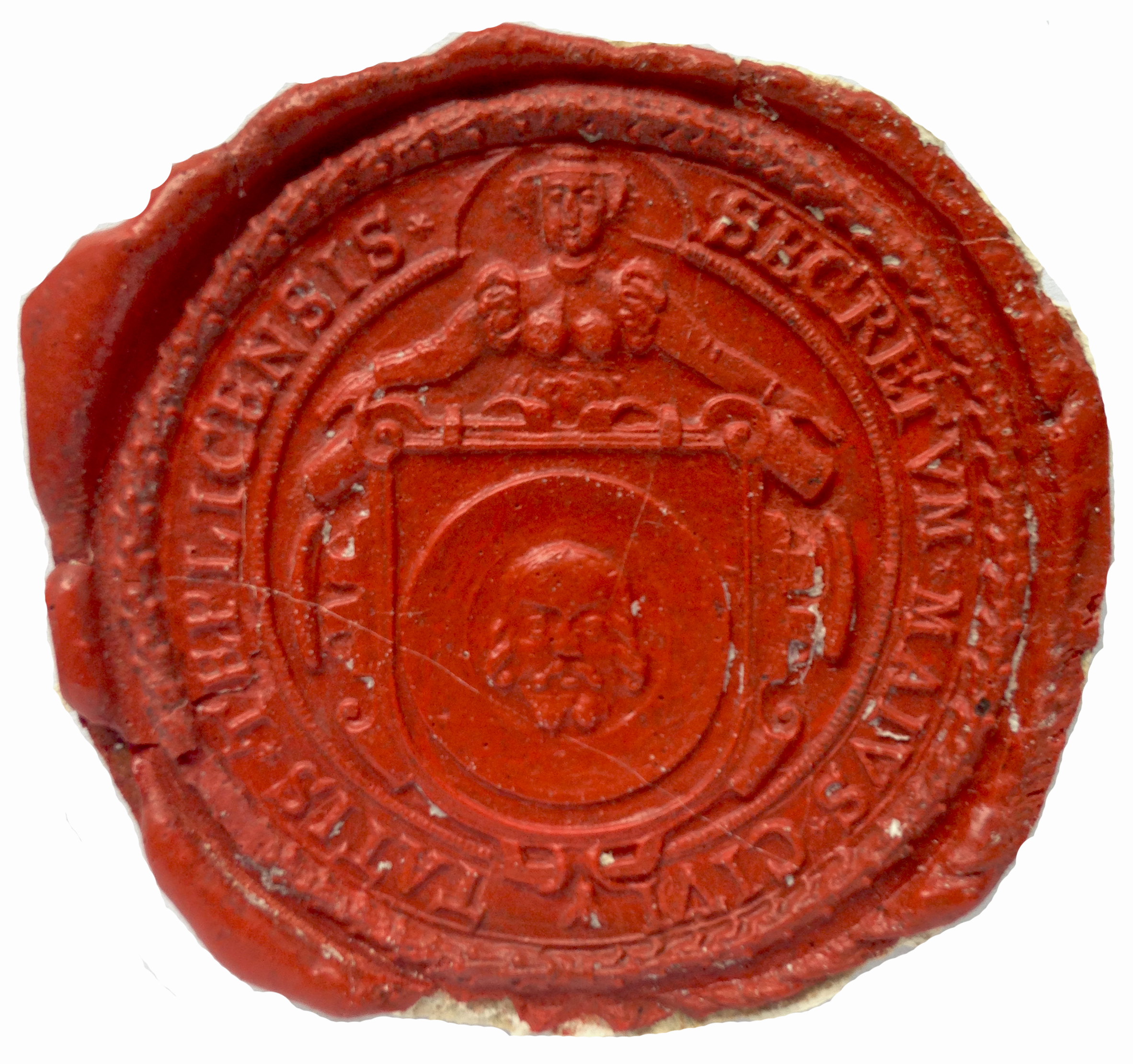
Městská pečeť Teplic z poloviny 18. století s hlavou Jana Křtitele, patrona místního benediktinského kláštera

Archeologické vykopávky dosvědčují, že na území města sídlili pravěcí lovci před 10–40 tisíci roky. Ve 4. století př. n. l. zde sídlili Keltové a po nich germánské kmeny Markomanů a Kvádů.
Termální prameny zde byly podle Hájkovy kroniky objeveny roku 762, ale první důvěryhodná zmínka o části města Trnovany pochází z roku 1057, další pak z konce 12. století. V blízkosti starší slovanské vesnice založila kolem roku 1160 královna Judita, manželka Vladislava II., klášter benediktinek. Po zhruba stovce let vzniká opevněné gotické město na obdélném půdoryse. Teplicemi procházela významná obchodní cesta do Saska. Klášter zanikl v závěru nebo brzy po skončení husitských válek, po bitvě u Ústí nad Labem roku 1426 a před rokem 1436, kdy se klášterní budovy stávají majetkem Jakoubka z Vřesovic.
Vrchnost se v Teplicích často střídala, na místě kláštera vznikl renesanční zámek a dále se rozvíjelo lázeňství. Poslední český majitel Teplic Vilém Kinský z Vchynic a Tetova byl zavražděn spolu s Albrechtem z Valdštejna v únoru 1634 v Chebu. Panství bylo zkonfiskováno císařem a věnováno Janovi z Aldringenu. Ten umřel za záhadných okolností ještě téhož roku, dříve než panství spatřil. Panství zdědila Janova sestra, která jej věnem přinesla Jeronýmu Clarymu.
Po třicetileté válce, v době rekatolizace tepličtí evangelíci uprchli do Altenbergu, v jehož blízkosti si založili kolonii Georgenfeld – společně s exulanty z jiných míst českého pohraničí. Usazovali se i na jiných místech v okolí, např. v Gottgetreu a Geisingu. Na jejich konfiskátech byli usazeni Habsburky ocenění rakouští kolonisté, jejichž potomci Teplice obývali až do odsunu v roce 1945. Z roku 1680 pocházejí první seznamy lázeňských hostů, nejstarší v českých zemích. Claryové přestavili v barokním slohu zámek, roku 1718 také vznikly barokní sloup Nejsvětější Trojice (morový sloup) z dílny Matyáše Bernarda Brauna, dodnes stojící na Zámeckém náměstí.

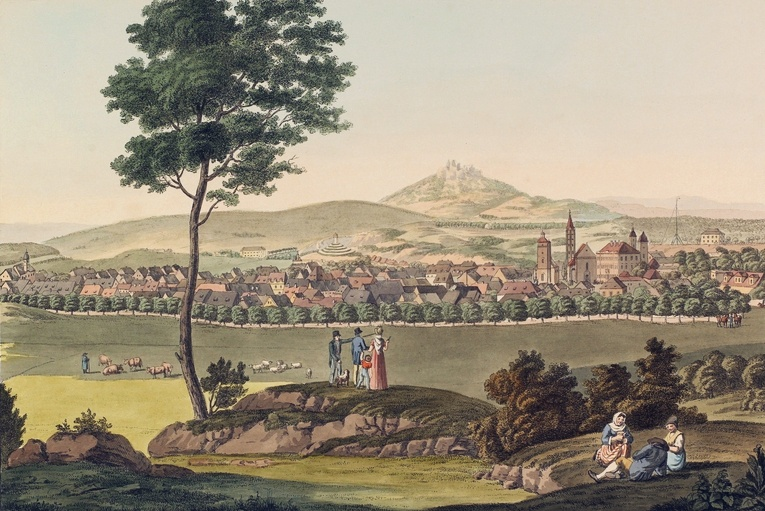
Pohled na Teplice, malba z roku 1798

V 18. století se rozvíjel průmysl. Po roce 1742 vznikly v okolí Teplic první hnědouhelné doly a vzkvétala také výroba punčoch. Dne 2. srpna 1762 se u obce Hudcov nedaleko od města odehrála bitva u Teplic mezi prusko-saskou armádou pod velením generálů Fridricha Viléma von Seydlitze a Friedrich Wilhelm von Kleista a rakouským císařským vojskem pod velením generála Christiana Löwenstein-Wertheima závěrečné fázi tzv. sedmileté války, ve které rakouské vojsko zvítězilo. V roce 1793 převážně dřevěné Teplice podlehly z větší části požáru, obnovovány byly již v klasicistním slohu.
Teplice byly místem, kde v roce 1813 panovníci Rakouska, Pruska a Ruska podepsali dohodu proti Napoleonovi.
Roku 1895 byly Teplice sloučeny se sousedním městem Šanov. Nová obec získala název Teplice-Šanov (německy Teplitz-Schönau), který nesla až do roku 1946.
V roce 1938 byly Teplice připojeny jakožto součást Sudet k nacistickému Německu.
Ve dnech 11.–13. listopadu 1989, ještě před sametovou revolucí, proběhly v Teplicích ekologické protesty. První plakáty o nespokojenosti se smogem při inverzi, a tedy výzvy ke shromáždění, byly vyvěšeny 8. listopadu 1989.
Od 1. ledna 2003 jsou Teplice statutárním městem.

### Lázně a jejich návštěvníci
Léčivé vlastnosti teplických pramenů byly známé už ve vrcholném středověku. Už ve Vincentiově zprávě o založení místního kláštera se uvádí, že byl založený ad aquas calidas, čili u teplých vod. Výběr zasvěcení kláštera svatému Janu Křtiteli byl dán i skutečností, že je tento světec patronem vody. Nadační listiny ze začátku 15. století dokládají existenci lázní v blízkosti klášterního kostela.
V 16. století se teplické lázně pozvolna dostávaly do povědomí za hranicemi Čech. Například Paracelsus je zařadil mezi deset nejvýznamnějších lázní v Evropě. Jejich rozkvět nastal po roce 1543, kdy panství Teplice koupil Volf z Vřesovic od rodu Třeštíků z Hyršova a započal s jejich zásadní přestavbou. Hlavní pramen, dnes nazývaný Pravřídlo, se tehdy jmenoval Aukrop a ležel na předměstí poblíž Lázeňské brány. Podobu lázní v polovině 16. století zachytil humanistický básník Tomáš Mitis z Nymburka. V roce 1579 teplické lázně poprvé navštívil saský kurfiřt August.
Zhoubný požár města 1. června 1793 znamenal katastrofu i pro lázně. Kromě Krupské, Dlouhé a Židovské ulice shořely všechny lázeňské budovy ve městě a na předměstí. Zhruba za půldruhé hodiny lehlo popelem kolem dvou set budov. Pro lázně to znamenalo jejich kompletní novou výstavbu, ať už se jednalo o Pravřídlo, Dámské lázně, Knížecí lázně, Štěpánovy lázně, Chrámové lázně a Písečné lázně.

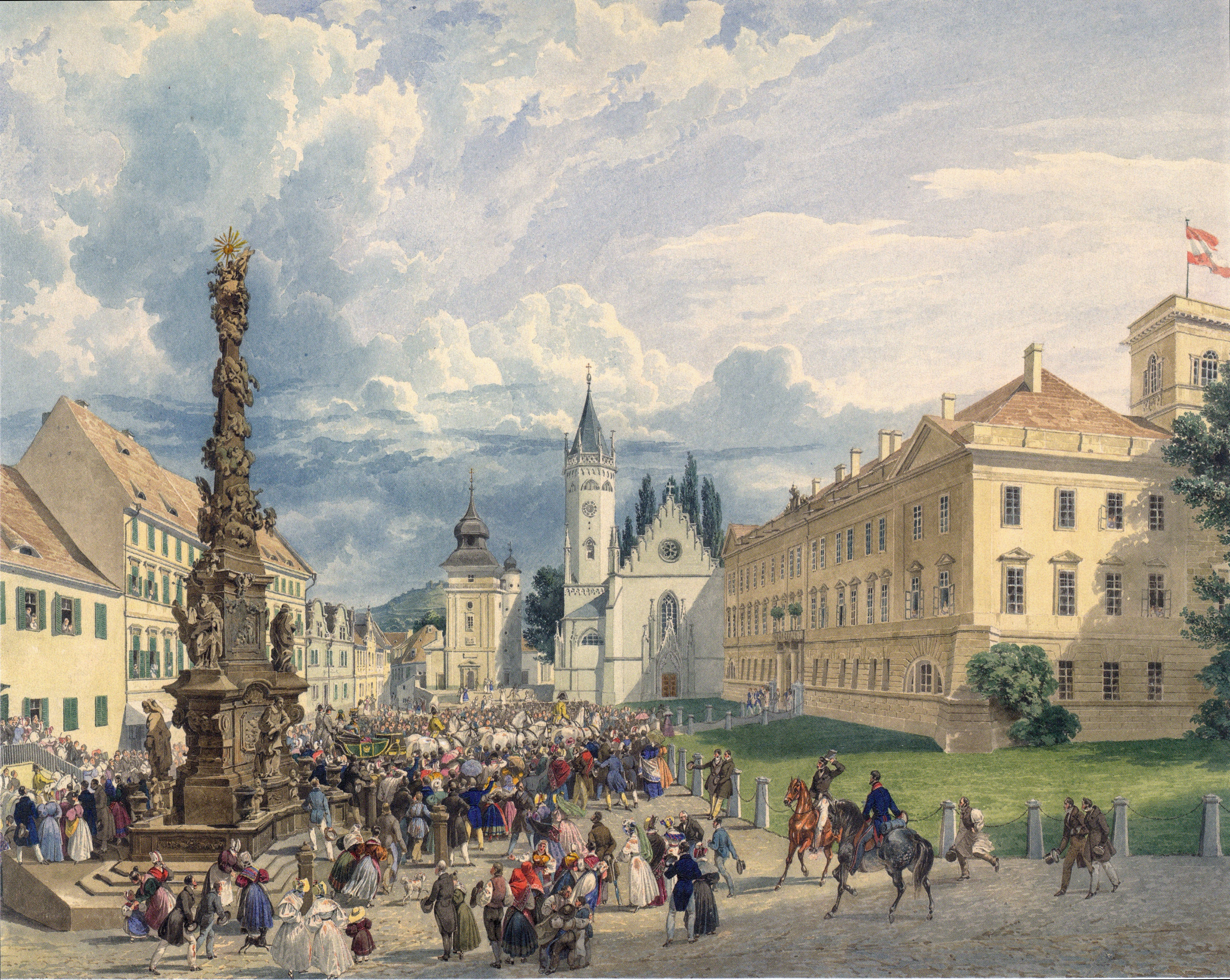
Císařská návštěva v Teplicích, malba Eduarda Gurka z roku 1835

Ve druhé polovině 19. století se provoz lázní dostával do určitého konfliktu s rostoucí industrializací města. Lázeňská zóna začala být obklopována průmyslovými podniky. Přesto návštěvnost lázní stále stoupala. V roce 1878 je navštívilo 10 736 osob. Rok nato však lázně postihla katastrofa, když došlo k zaplavení Döllingerovy šachty. Přestalo tryskat Pravřídlo a prameny v nejbližším okolí, jen šanovské vývěry zůstaly nepoškozeny.

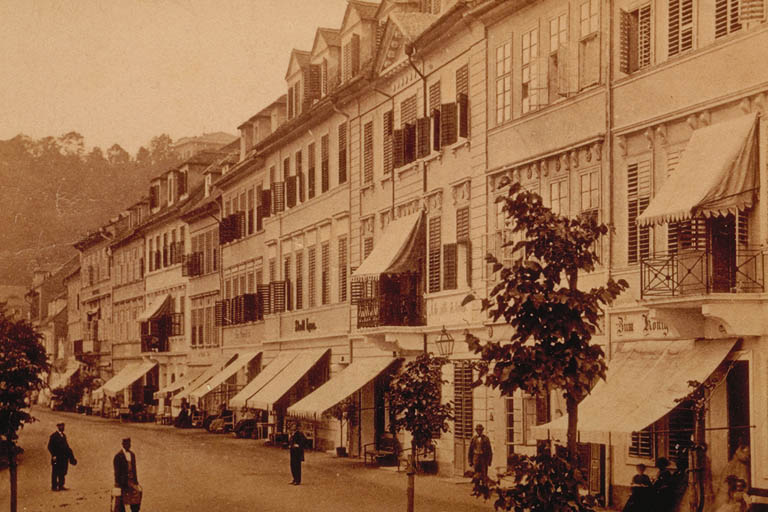
ulice U Kamenných lázní, asi 1870

Teplické lázně hostily v minulosti množství osobností, které se zapsaly jak do českých, tak i evropských dějin. Jedním z prvních známých návštěvníků v 17. století byl Vilém Slavata z Chlumu a Košumberka, jeden z aktéru defenestrace z 23. května 1618. Další významnou postavou, která v 17. století navštívila Teplice, byl učený jezuita Bohuslav Balbín. Pravidelnými lázeňskými hosty byli v 17.–19. století saští kurfiřti. Mezi evropské panovníky, kteří se v Teplicích léčili, patří mj. car Petr Veliký (1712). V roce 1764 zde pobývali budoucí císaři Josef II. a Leopold II., pravidelně sem v letech 1812–1839 zajížděl pruský král Fridrich Vilém III. V roce 1804 zde absolvoval léčbu švédský král Gustav IV. V roce 1812 se v Teplicích během lázeňského pobytu poprvé setkal Ludwig van Beethoven s Johannem Wolfgangem Goethem.
Pokud jde o příjezdy významných osobností kulturního života, prožívaly teplické lázně dobu největšího rozkvětu v 1. polovině 19. století. Z hudebníků – kromě zmíněného Beethovena – lázně navštívili mimo jiné Fryderyk Chopin, Robert Schumann, Franz Schubert, Richard Wagner, Carl Maria von Weber, Josef Slavík, Václav Jan Tomášek, Vojtěch Jírovec či František Škroup. Rovněž mnozí představitelé národního obrození zde pobývali: Josef Dobrovský, Josef Jungmann, Václav Hanka, Josef Kajetán Tyl, František Palacký, Karel Havlíček Borovský, František Ladislav Čelakovský, Pavel Josef Šafařík a další. Významní hosté do Teplic přijížděli i ve 2. polovině 19. století. Díky tomu se pro ně vžil název Malá Paříž.

## Přírodní poměry

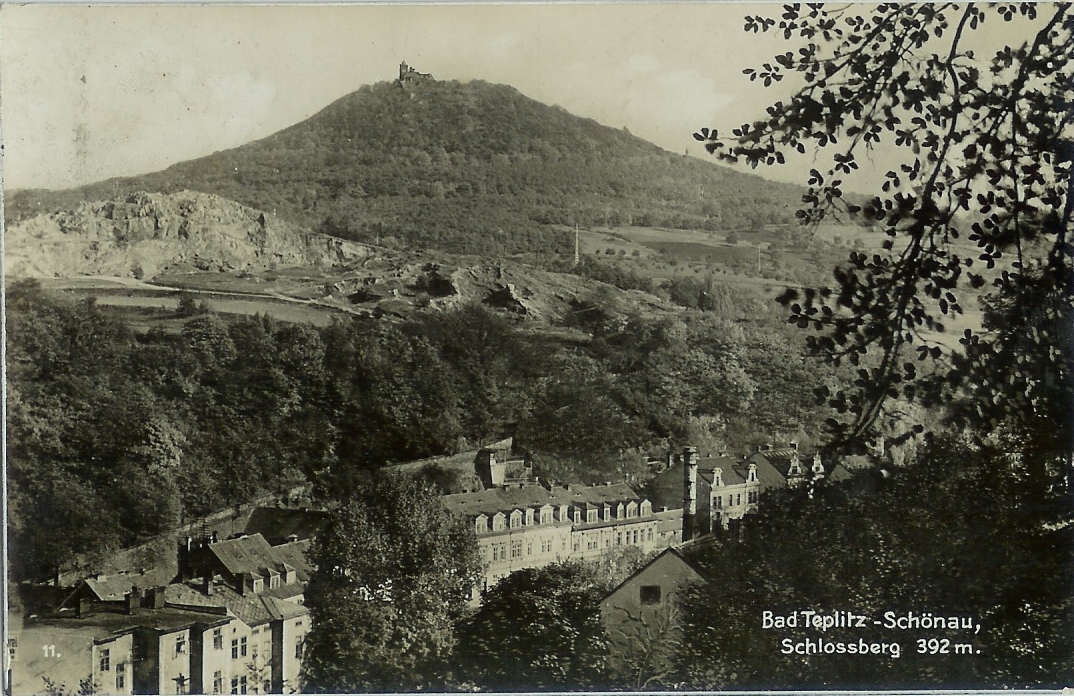
Pohlednice Teplic a Doubravky, kolem roku 1903.

Teplice leží v nadmořské výšce 189 m n. m. (jihovýchodní okraj města) až 397 m n. m. (vrchol Doubravské hory), v teplé klimatické oblasti České republiky. Průměrná lednová teplota za roky 1961–2000 činí −1,8 °C, červencová pak 18,2 °C. Průměrné roční srážky 563 mm. V Teplicích se velmi často vyskytují, především v období od října do března, teplotní inverze spojené se zhoršenou kvalitou ovzduší. Stav ovzduší se zde však po roce 1990 postupně a výrazně zlepšil, stejně jako v celé Podkrušnohorské pánvi.
Zdrojem termálních vod je kra teplického ryolitu (dříve teplického křemenného porfyru), která je narušena soustavou zlomů. Podle nich proniká voda z oblasti Krušných hor a v puklinovém systému se ve velké hloubce se ohřívá a shromažďuje v termálním sifonu. Roku 1879 došlo v hnědouhelném dole Döllinger k průvalu důlních vod, v jehož důsledku poklesla výtlačná hladina podzemních vod a povrchové prameny se ztratily. Vzápětí se proto začaly hloubit šachty, ve kterých byly znovu zachyceny vody Pravřídla a dalších méně využívaných pramenů. Od roku 1978 se jediným zdrojem lázeňsky využívané vody stal 972 metrů hluboký vrt. Voda z něj se poté ochlazovala vodou z jiného vrtu hlubokého padesát metrů. Podle rozboru z roku 1978 měla voda z hlubšího vrtu teplotu 45,8 °C a celkovou mineralizaci 1,5 g·l−1. Měla zvýšený obsah fluoridů a kyseliny metakřemičité. Starý Horský pramen s radonovou termální minerální vodou měl v roce 1971 teplotu 36 °C a celkovou mineralizaci 0,93 g·l−1.

## Obyvatelstvo
V roce 1800 v Teplicích žilo 2 130 obyvatel a v roce 1854 již 3 584 obyvatel. Největší nárůst v počtu obyvatel byl v 19. století díky rychlému rozvoji průmyslu a přistěhovalectví. Teplice i celé severní Čechy se nacházely až do čtyřicátých let 20. století v německém sociokulturním okruhu. Oproti jiným částem tzv. Sudet byly zde ale byla relativně silná česká menšina, podle sčítání z roku 1930 se k československé národnosti hlásilo okolo 27 % obyvatel. Dalších cca 6 % se hlásilo k židovské národnosti, zdejší komunita hovořila převážně německy. V okolních městech a vesnicích byl podíl česky mluvících ještě výrazně větší, až poloviční.
Podle průzkumu žilo v roce 1930 v Teplicích-Šanově 30 799 obyvatel (z toho 5 232 osob národnosti Československé, 12 osob národnosti Maďarské, 23 127 osob národnosti Německé a 667 osob národnosti Židovské).
Po záboru Sudet v roce 1938 byli místní Židé a Češi zfanatizovanými Němci vyhnáni do českého vnitrozemí. Většina Židů během holocaustu nepřežila koncentrační tábory. Po druhé světové válce byla naprostá většina Němců z této oblasti vysídlena. Ze Šanova bylo do 23. května 1945 vypraveno šest lazaretních vlaků s 2 600 německými zajatci a dvanáct vlaků s patnácti až dvaceti tisíci deportovanými. Okresní správní komise v Šanově vydala již 16. května 1945 směrnice, podle nichž měli do 28. května všichni říšští Němci opustit československé státní území. Zřejmě podle ústních informací vedoucího evakuačního oddělení Národního výboru pro Teplice-Šanov a okolí předaných 30. května 1945 tajemníkovi ministra Noska Gríšovi Spurnému pobývalo na Teplicku po skončení války na čtyřicet tisíc říšských Němců, z toho ve městě asi polovina. Do 29. května bylo vystěhována po železnici zhruba čtyři tisíce a pěšky kolem osmi tisíc osob. V nemocnicích jich zůstávaly ještě asi dva tisíce a na transport čekalo přibližně dva tisíce dalších. Poté se do téměř vylidněného města postupně z vnitrozemí přistěhovávali Češi, ale také Slováci, Maďaři, Ukrajinci, Rusíni, Poláci a Romové.[zdroj?]
Českou národnost v roce 1991 tvořilo 91,2 % trvale bydlících, o sto let dříve jich bylo jen 12,9 %. Počty ovlivnilo i poválečné administrativní slučování obcí. Pokles počtu obyvatelstva v posledních 20 letech byl způsoben i špatným životním prostředím (exhalace).
Podle sčítání lidu v r. 1921 zde žilo v 1 604 domech 28 892 obyvatel, z nichž bylo 15 815 žen. 4 406 obyvatel se hlásilo k československé národnosti, 22 489 k německé a 396 k židovské. Žilo zde 22 561 římských katolíků, 1 909 evangelíků, 59 příslušníků Církve československé husitské a 3 128 židů. Podle sčítání 1930 zde žilo v 1 900 domech 30 799 obyvatel. 5 232 obyvatel se hlásilo k československé národnosti a 23 127 k německé. Žilo zde 22 942 římských katolíků, 2 089 evangelíků, 414 příslušníků Církve československé husitské a 3 213 židů.
| Rok       | 1869   | 1880   | 1890   | 1900   | 1910   | 1921   | 1930   | 1950   | 1961   | 1970   | 1980   | 1991   | 2001   | 2011   | 2021   |
| --------- | ------ | ------ | ------ | ------ | ------ | ------ | ------ | ------ | ------ | ------ | ------ | ------ | ------ | ------ | ------ |
| Obyvatelé | 15 469 | 23 649 | 31 056 | 44 626 | 50 896 | 52 655 | 56 088 | 41 891 | 49 360 | 52 941 | 53 964 | 53 004 | 51 060 | 49 640 | 48 428 |
| Domy      | 1 222  | 1 533  | 1 804  | 2 424  | 2 833  | 3 058  | 3 801  | 4 318  | 4 098  | 4 125  | 4 165  | 4 119  | 4 123  | 4 481  | 4 585  |

| Rok       | 1869   | 1880   | 1890   | 1900   | 1910   | 1921   | 1930   | 1950   | 1961   | 1970   | 1980   | 1991   | 2001   | 2011   | 2021   |
| --------- | ------ | ------ | ------ | ------ | ------ | ------ | ------ | ------ | ------ | ------ | ------ | ------ | ------ | ------ | ------ |
| Obyvatelé | 11 850 | 17 050 | 20 575 | 24 780 | 27 180 | 29 283 | 31 219 | 24 438 | 29 841 | 28 438 | 27 112 | 21 200 | 19 630 | 19 541 | 19 441 |
| Domy      | 855    | 1 028  | 1 112  | 1 310  | 1 503  | 1 650  | 1 950  | 2 139  | 3 405  | 2 141  | 2 245  | 2 090  | 2 059  | 2 227  | 2 237  |

### Struktura obyvatelstva

Věková struktura obyvatel obce Teplice roku 2011
Rodinný stav obyvatel obce Teplice roku 2011
Vzdělání obyvatel obce Teplice roku 2011

### Židovská komunita

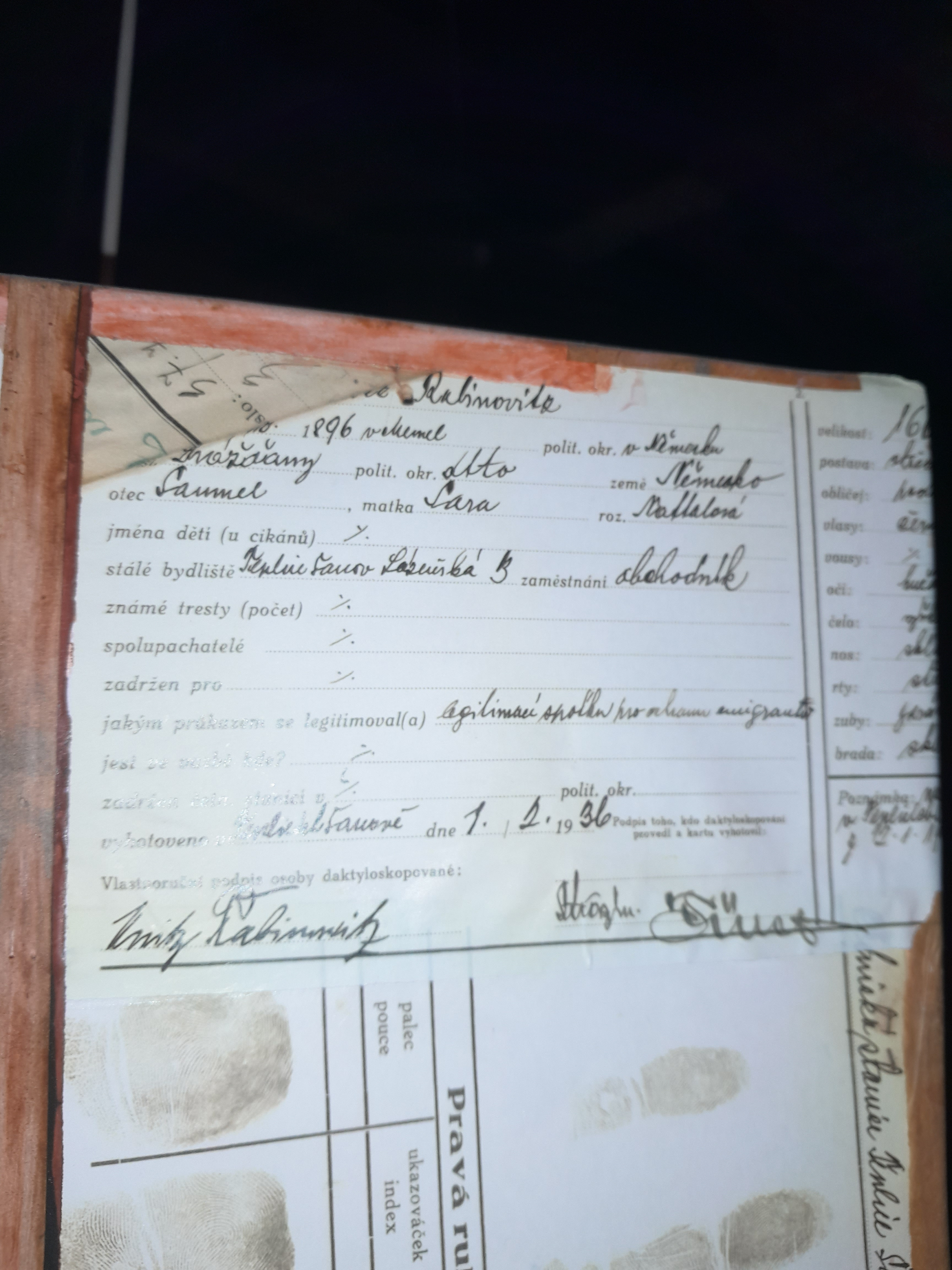
Doklady jedné ze Židovských obětí holokaustu.

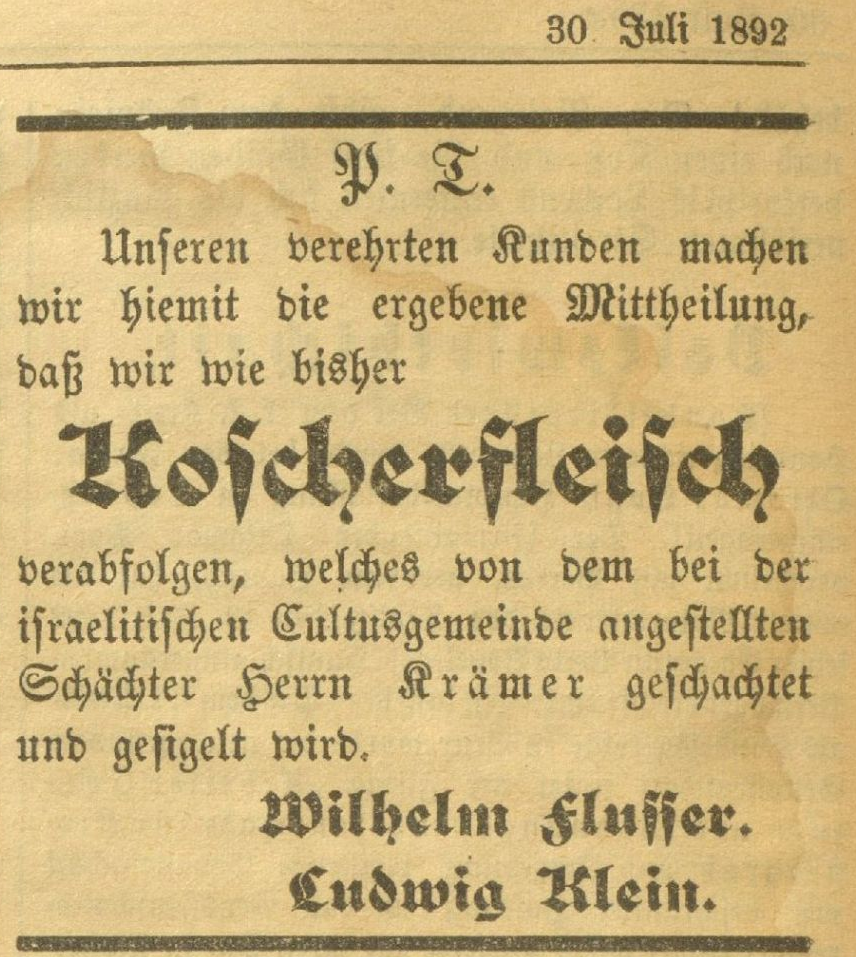
Reklama z r. 1892 z dobového teplického periodika Teplitz-Schönaeur Anzeiger, na prodej košer masa od místních šochetů Wilhelma Flussera a Ludwiga Kleina.

V předchozích stoletích ve městě žila velmi početná a hospodářsky důležitá židovská menšina, poprvé zmiňovaná k roku 1414 (tzn. druhá nejstarší v Českém království hned po Praze), která měla jak svou vymezenou část – ghetto, tak svou Starou synagogu, hřbitov, náboženskou školu, rituální lázně, košer masné krámy, sirotčinec, chudobinec, nemocnici a další charitativní organizace a spolky. V druhé půlce 19. století vystavěli tepličtí Židé také Novou synagogu, která byla jednou z největších staveb tohoto druhu na světě, a symbolicky reprezentovala důležitost této minority.
Při sčítání lidu v roce 1921 a 1930 se k židovské národnosti přihlásilo asi tři tisíce teplických Židů, ale ještě větší počet, asi tři a půl tisíce, se přihlásilo k německé národnosti. Drtivá většina teplických Židů (podobně jako kdekoliv jinde v Sudetech) používala jako svůj rodný jazyk němčinu. Míra asimilace zde navíc byla velmi vysoká, tudíž rozdělit tehdejší teplické rodiny na čistě české, německé nebo židovské je téměř nemožné. Přesný počet nelze tedy určit na základě toho, jakou kdo udal při sčítání národnost či jazyk, ale spíše porovnáním obou údajů. Běžně se lze setkat s počtem tří tisíc osob, ve skutečnosti to ovšem bylo víc než šest tisíc.
Po záboru Sudet nacistickým Německem však byli takřka všichni tepličtí Židé nuceni uprchnout do vnitrozemí. Celkem šlo o asi šest tisíc osob. V březnu 1939 pak byla Nová synagoga nacisty vypálena. Většina teplických Židů však během války stejně zkáze neunikla, protože po okupaci zbytku ČSR byli nejprve odvezeni do ghetta v Terezíně a posléze vyvražděni ve vyhlazovacích táborech. Zkázu židovských Teplic dokonalo spojenecké bombardování na konci války, kdy bomby dopadly do prostor bývalého ghetta, které bylo následně kompletně asanováno. Dnes existuje v Teplicích malá židovská obec (obnovena v roce 1945). Většinu z nemnoha členů tvoří právě přeživší holocaust, avšak obec je velmi kulturně a sociálně činná i dnes. Mezi dochované židovské památky ve městě patří nový židovský hřbitov a židovský hřbitov v Sobědruhách – oba chráněné jako kulturní památky.
V roce 2011 byly v Teplicích poprvé položeny Stolpersteine, tzv. Kameny zmizelých, a od té doby ještě několikrát. S jejich další instalací ve městě se počítá i do budoucna.

### Římskokatolická farnost
Římskokatolická farnost v Teplicích patří mezi velmi aktivní. Nedělních bohoslužeb se pravidelně účastní mezi 250 a 300 lidmi, z čehož polovina se ve farnosti aktivně angažuje. Správu teplických farností zajišťuje teplická salesiánská komunita. K bohoslužbám jsou využívány všechny tři katolické kostely a komunitní kaple v budově děkanství. Vedle Oblastní katolické charity farnost spolupracuje se Salesiánským střediskem Štěpána Trochty, které zřizuje Salesiánská provincie Praha. Ve spolupráci se salesiánským střediskem jsou pro mládež nejen z farnosti organizovány víkendové pobyty (tzv. víkendovky) a delší letní táborové pobyty, salesiánské chaloupky. Hluboké kořeny má v Teplicích ekumenická spolupráce mezi různými církvemi a sbory.

## Městská správa a politika

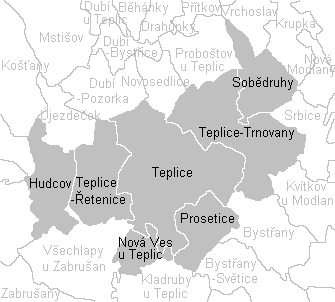
Katastrální území Teplic

### Místní části
- Teplice
  - centrum

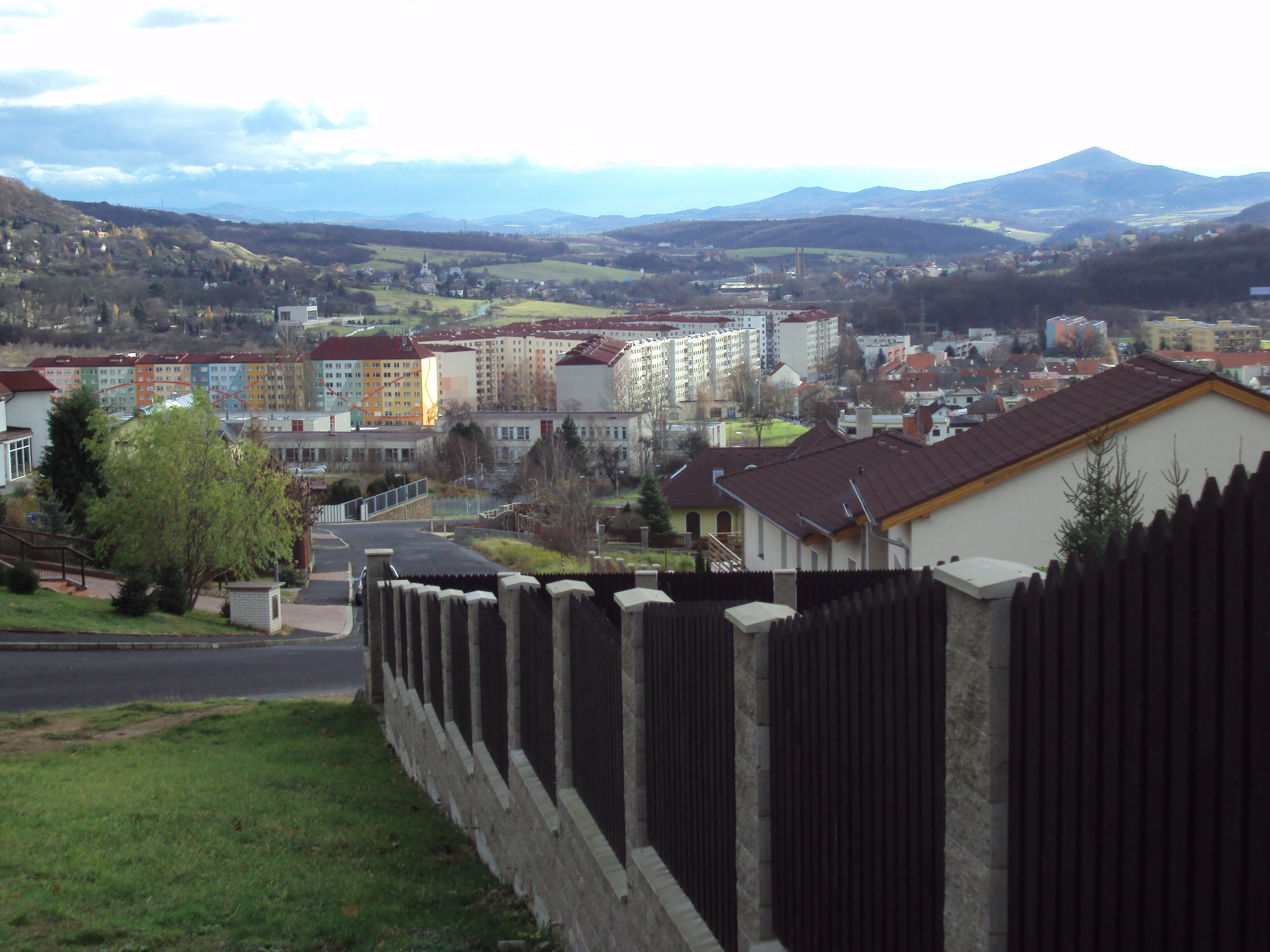
Pohled na čtvrť Prosetice z vrchu Letná

  - Šanov I (Starý Šanov, Šanov, Lázně Šanov) (jižní část centra)
  - Šanov II (Nový Šanov), na východní straně Šanova, sídliště postavené podle návrhu libereckého SIALu
  - Letná, jihovýchodně od Šanova
  - Bílá cesta, sídliště u Nové Vsi
- Prosetice (jihovýchodně od centra)
- Nová Ves (jihozápadně od centra)
- Řetenice (západně od centra)
- Hudcov (nejzápadnější část Teplic)
- Trnovany, původně zemědělská obec, kde se v 19. století usadil mohutný průmysl, zejména keramický. Během 1. poloviny 20. století byly samostatným městem, pak sloučeny s Teplicemi. V 70. letech probíhaly plošné demolice staré zástavby, která uvolnila místo panelovým sídlištím.
  - Anger (Angrovy lázně, Angerteich), část Trnovan
- Sobědruhy

### Sousední obce
Sousedními obcemi sídla jsou Proboštov, Jeníkov, Modlany, Krupka, Lahošť, Novosedlice, Srbice, Újezdeček, Zabrušany, Bystřany, Dubí, Kladruby a Košťany.

### Městské symboly
Druhá vlajka byla statutárnímu městu udělena rozhodnutím předsedkyně Poslanecké sněmovny Parlamentu České republiky dne 4. října 2012.

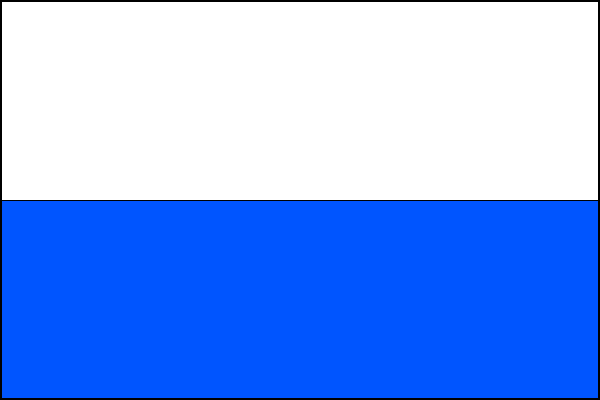
Vlajka statutárního města Teplice (do 3. října 2012) Poměr stran: 2:3

## Hospodářství

### Služby

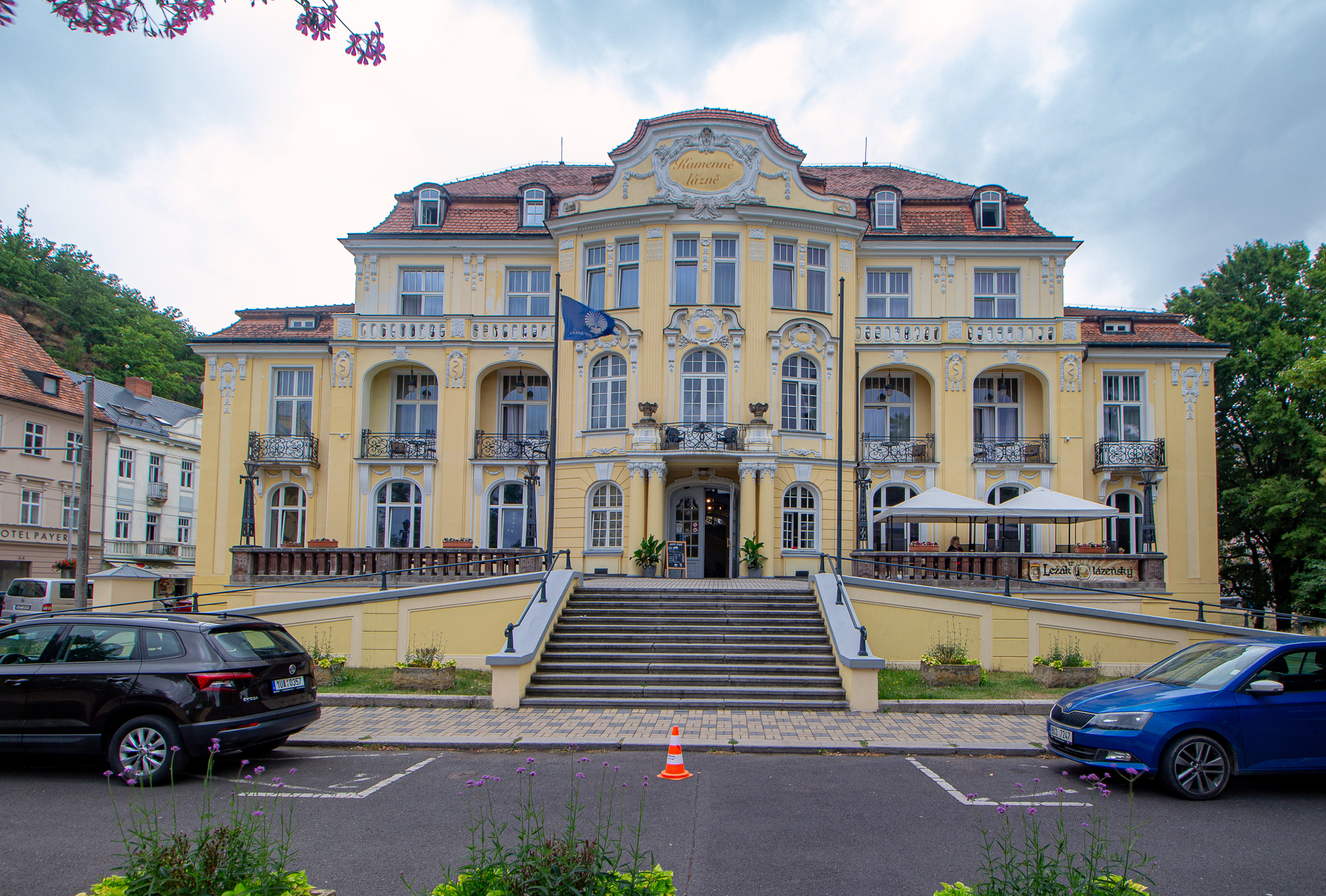
Kamenné lázně

Mimo oblast lázeňské péče má město rozsáhlou síť ordinací praktických i odborných lékařů, pět domů s pečovatelskou službou, krajskou nemocnici s poliklinikou na Duchcovské třídě a jedenáct lékáren v různých částech města.
Ve městě a jeho okrajových částech mají zastoupení svými obchodními domy všechny velké obchodní řetězce. Některé z nich jsou součástí obchodních center. V letech 2013 a 2014 byla v centru města postavena obchodní centra Fontána a Galerie, která výrazně rozšířila nabídku služeb v centru města a zlepšila i možnosti parkování vozidel.
- Olympia centrum Teplice, Srbice
- Fontána Teplice
- Galerie Teplice

### Lázně

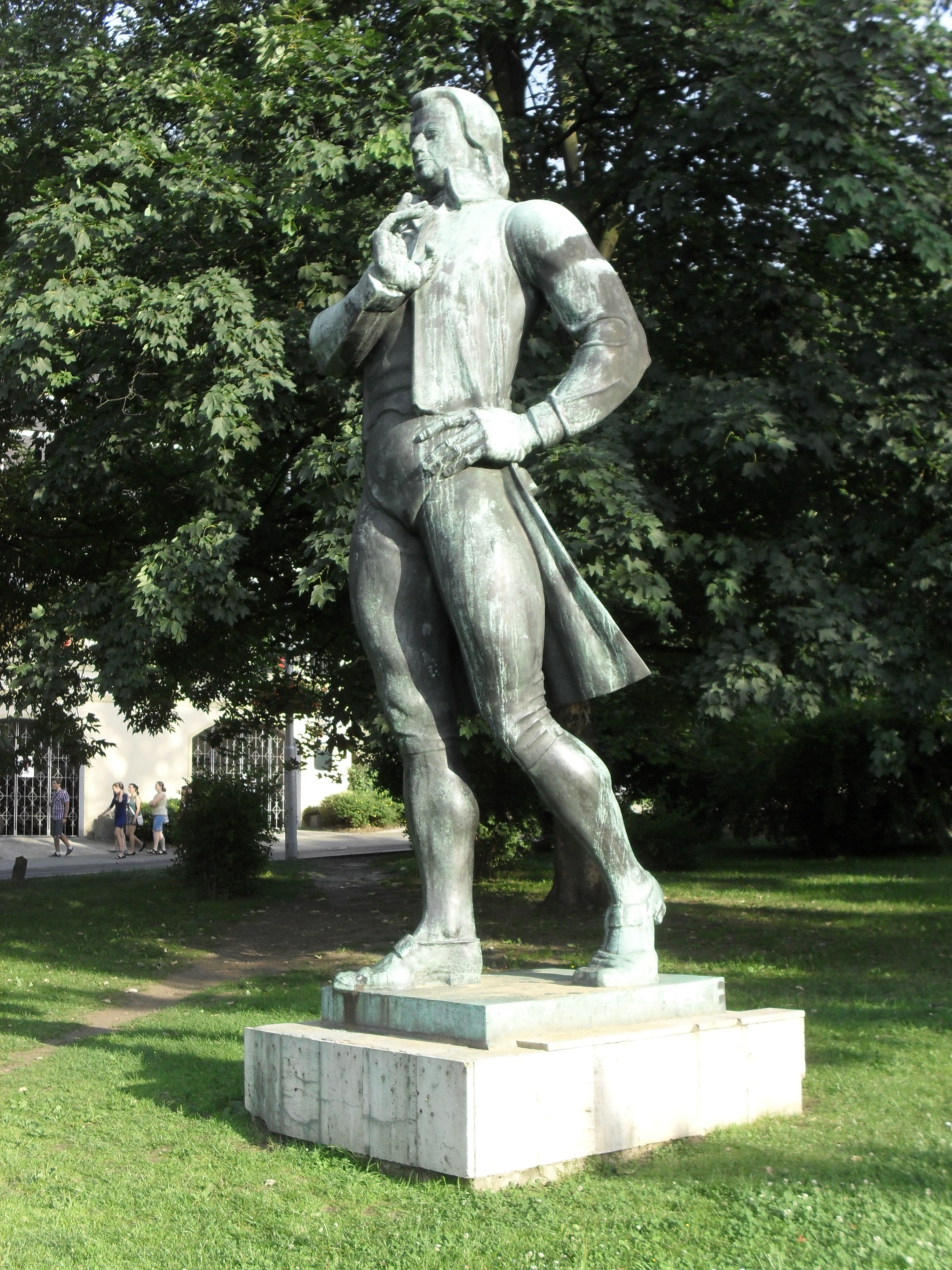
Mozartova socha (u domu Beethoven)

V Teplicích se léčí v prvé řadě kardiovaskulární choroby, dále pak problémy spojené s onkologickými onemocněními, nemoci z poruch výměny látkové a žláz s vnitřní sekrecí (cukrovka), nemoci pohybového ústrojí a nervová onemocnění.

### Lázeňské domy
- Císařské lázně, jméno po císaři Františku Josefovi I.
- Lázeňský dům Beethoven, spojené a nové budovy v centru města
  - Sadové lázně, patří pod Lázeňský dům Beethoven (tzv. depadence)
- Kamenné lázně z roku 1911
  - Jirásek, patří pod Kamenné lázně
- Nové lázně
- Vojenské lázně (nepatří pod společnost Lázně Teplice v Čechách)
- Hadí lázně

## Doprava

### Automobilová doprava

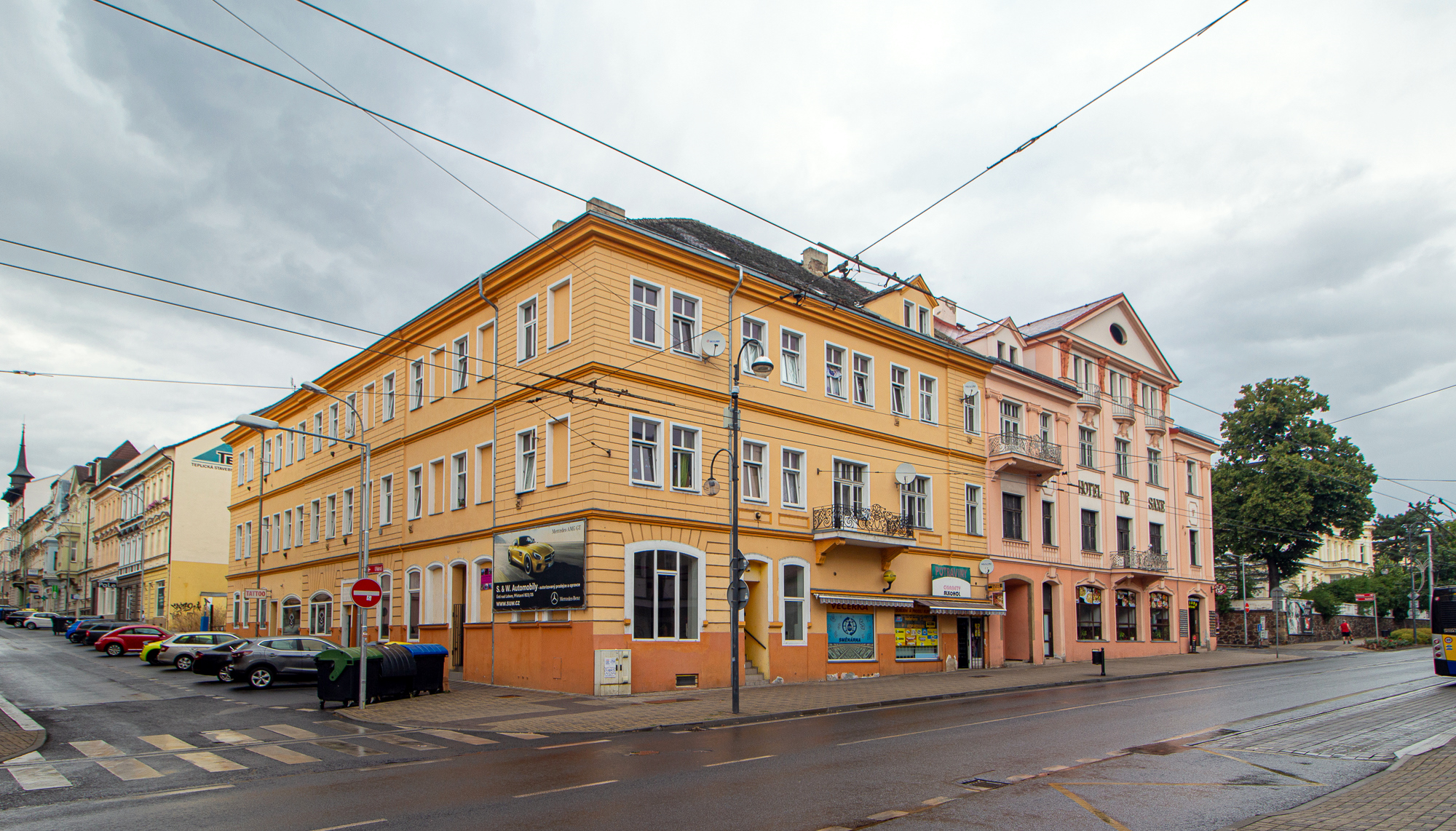
Masarykova třída, hotel de Saxe

V Teplicích se stejně jako v jiných městech začala v posledních letech zahušťovat automobilová doprava, neproblematičtějším místem je dlouhodobě Masarykova třída v Trnovanech, kudy prochází jak lokální, tak tranzitní doprava, v tomto směru chybí obchvat města a jakákoli mimoúrovňová křížení. V roce 2014 se zahustila díky novým obchodním centrům doprava i v Alejní ulici. Výhodný je severojižní průtah městem s mimoúrovňovým křížením místních komunikací, zejména u zámecké zahrady ale chybí sjezdy a nájezdy, a tudíž je jeho využitelnost v rámci města omezená. Historické centrum je uzavřeno pro průjezd vozidel a díky tomu se zahušťuje doprava v blízkosti centra. Přibylo několik kruhových objezdů, majoritní ovšem nadále zůstávají světelně řízené křižovatky. Přibývá i ulic s jednosměrným provozem z důvodu řešení parkování a zklidňování lokalit, což má i negativní efekt v podobě prodloužení průjezdů.[zdroj?]

### Železniční doprava
První železnice přišla do Teplic z Ústí nad Labem roku 1858 a od roku 1867 byla po úsecích prodlužována přes Duchcov do Chomutova. Nyní je elektrifikovaná, s taktovou dopravou a v jízdním řádu pro cestující je uvedena pod číslem 130. Hlavní teplické nádraží nese název Teplice v Čechách. Je to rychlíková stanice na trati Ústí nad Labem – Chomutov s možností přestupu na vlaky dvou dalších tratí, sama však není železničním uzlem. Vlaky odbočujících tratí se oddělují v jiných stanicích. Stanice Teplice v Čechách a Řetenice jsou tak uváděny na tratích 097, 130 i 134. Na okraji katastrálního území Teplice-Trnovany se nachází i zastávka, nazvaná po sousední obci Proboštov.
Další teplické trati jsou:
- Železniční trať Lovosice – Teplice v Čechách (č. 097, Teplice v Čechách – Řetenice – Úpořiny – Lovosice). V Teplicích na ní leží stanice Teplice v Čechách, Řetenice, Teplice zámecká zahrada a Prosetice.
- Železniční trať Teplice v Čechách – Litvínov (č. 134, Teplice v Čechách – Řetenice – Oldřichov u Duchcova – Litvínov), oddělující se od trati 130 v Oldřichově u Duchcova.
- Železniční trať Děčín – Oldřichov u Duchcova, která prochází severní částí Teplic a není na jejich území s ostatními tratěmi propojena. V Teplicích má zastávku Teplice lesní brána. Od roku 2007 je bez pravidelné veřejné osobní dopravy.

### Městská hromadná doprava Teplice

#### Historie
MHD se v Teplicích objevila v roce 1895. Tehdy vyjely do teplických ulic poprvé tramvaje. Jednalo se o první provoz elektrickými tramvajemi na území dnešního Česka (pokud nepočítáme zkušební a propagační Křižíkovu elektrickou dráhu na Letné v Praze). Po letech rozvoje (např. meziměstská trať do Dubí) přišel úpadek v padesátých letech 20. století. Tramvajová doprava byla v Teplicích zrušena v roce 1959.

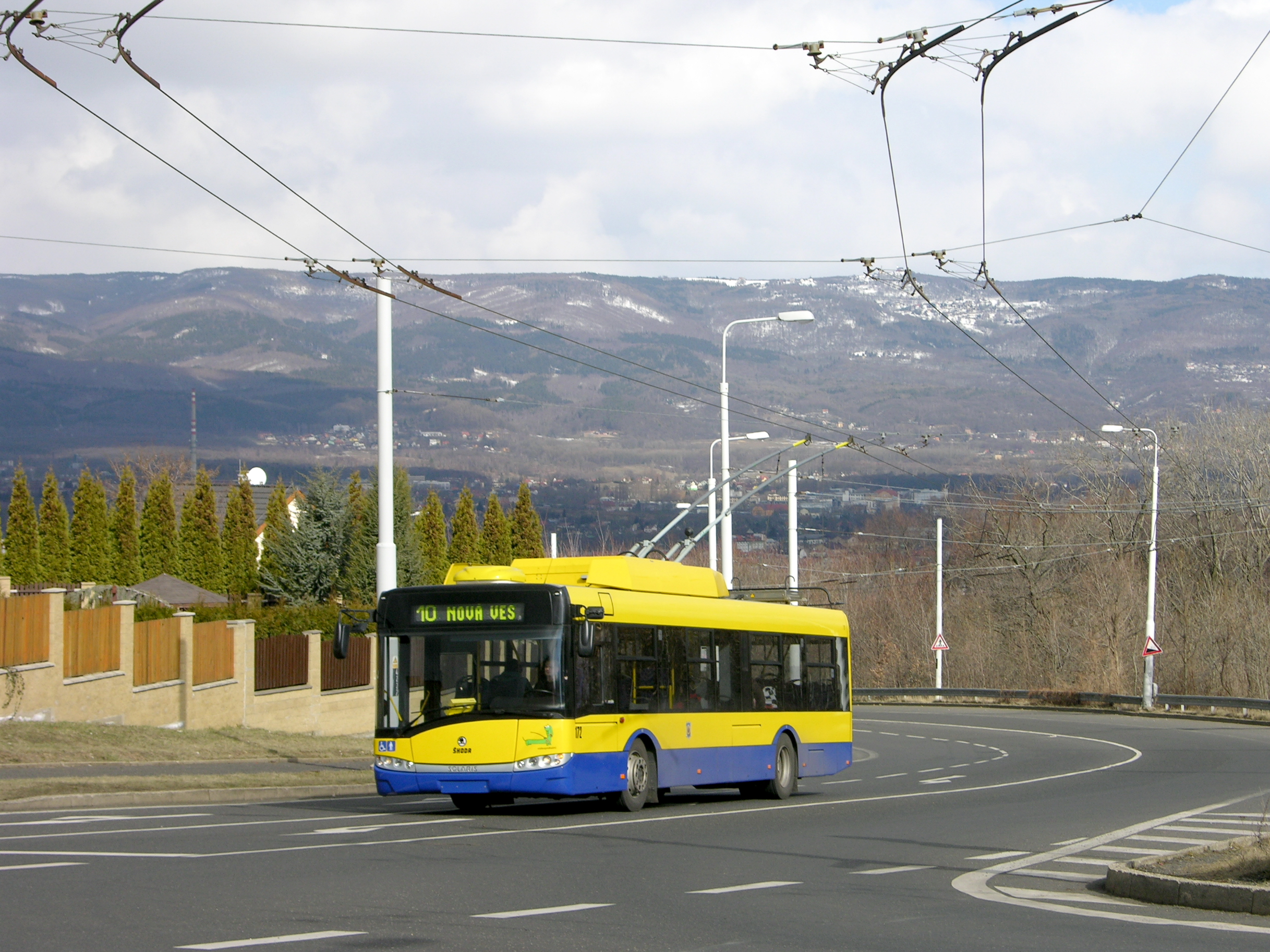
Teplický trolejbus Škoda 26Tr

Trolejbusy měly původně tramvaje doplňovat. První trolejbusová trať byla otevřena v roce 1952, brzy ale tato vozidla tramvaje zcela vytlačila. Větší rozmach prodělaly trolejbusy v osmdesátých letech a v první polovině devadesátých let. Poté však nastala stagnace, kdy se dokonce uvažovalo o zrušení trolejbusové dopravy. Nyní jsou moderní trolejbusy opět důležitou součástí veřejností využívané dopravy.
První městské autobusy se v Teplicích objevily již ve dvacátých letech 20. století. Šlo však o linky soukromých dopravců. Ty byly na začátku třicátých let převzaty městskou společností, která provozovala tramvaje. Po druhé světové válce tyto linky převzala ČSAD. První autobusy dopravního podniku tak vyjely až v roce 1951, následoval prudký rozvoj tohoto typu dopravy.
V roce 2007 Dopravní podnik Teplice provozoval 27 linek autobusů po městě a okolí a deset linek trolejbusů. Tento podnik od roku 2008 převzala společnost Veolia transport Česká republika, člen francouzské firmy Veolia Transport. Dopravní podnik se přejmenoval na Veolia Transport Teplice a s ním byla převzata i dopravní obslužnost. Dne 1. července 2008 se změnil název DP Teplice na Veolia Transport Teplice a s tímto datem také navždy zmizelo ze všech vozidel, i dokumentů Dopravního podniku jeho žlutomodré logo. V létě 2013 proběhlo opětovné přejmenování společnosti. Od 1. července 2013 se Veolia Transport Teplice změnila na Arriva Teplice. Tu od 1. ledna 2024 nahradila příspěvková organizace Městská doprava Teplice.

## Společnost

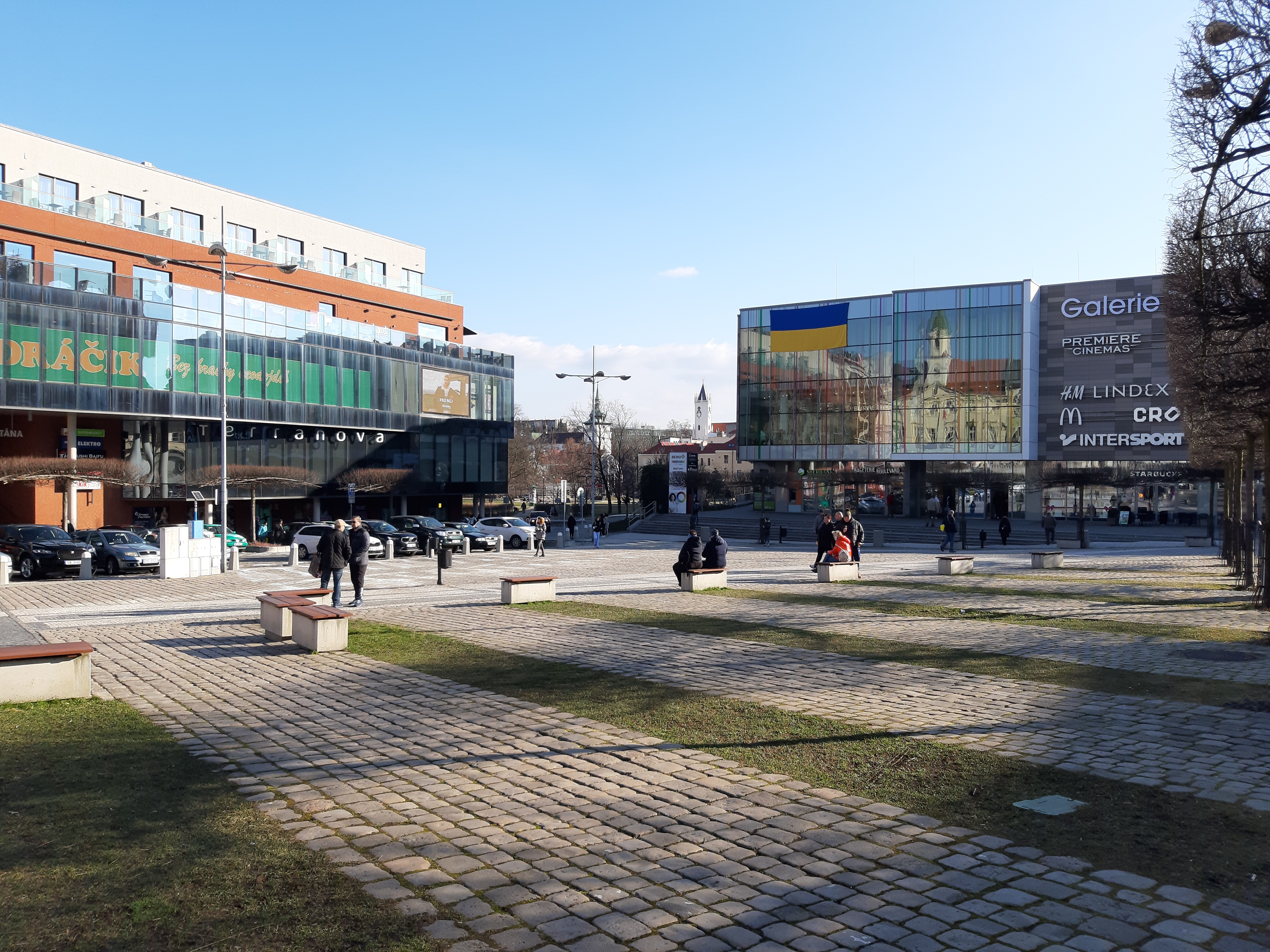
Teplice vyjadřují podporu Ukrajině - v dobách ruské invaze v roce 2022 (NC Galerie na Náměstí Svobody).

### Školství
Ve městě nyní funguje 16 základních, převážně příspěvkových škol a řada škol středních
- Střední škola AGC a.s.
- Střední průmyslová škola Teplice
- Hotelová škola Teplice
- Střední škola textilní
- Střední škola stavební
- Obchodní akademie
- Střední zdravotnická škola
- Gymnázium Teplice
- Konzervatoř Teplice

### Kultura

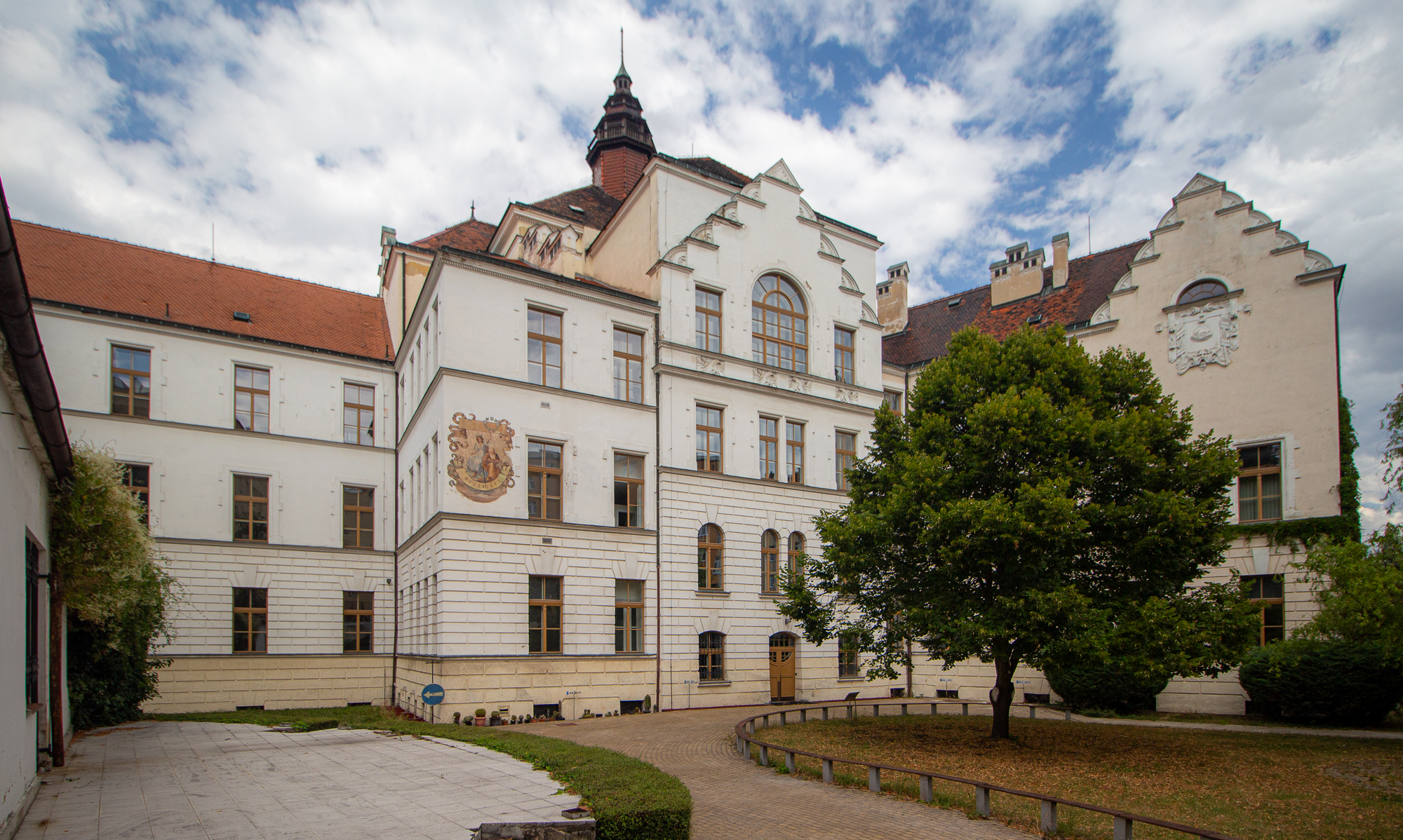
Gymnázium Teplice

Hlavní, tradiční akcí je každoroční slavnostní zahájení lázeňské sezóny vždy poslední květnový víkend (výjimkou byl rok 2010, kdy bylo slavnostní zahájení lázeňské sezóny kvůli volbám o týden zpožděno).
Hlavními centry kultury jsou:
- Krušnohorské divadlo
- Dům Kultury
- Regionální muzeum v Teplicích, sídlí na zámku
- Regionální knihovna
- Botanická zahrada, Šanov
- Kino Květen, dnes jediné z původních šesti přemístěno do nového Kulturního domu
- Galerie Bohemia Art, s řadou výstavních síní
- Hvězdárna a planetárium Teplice – hvězdárna na Písečném vrchu a planetárium nedaleko od hvězdárny v Šanově
- Severočeská filharmonie Teplice

### Sport

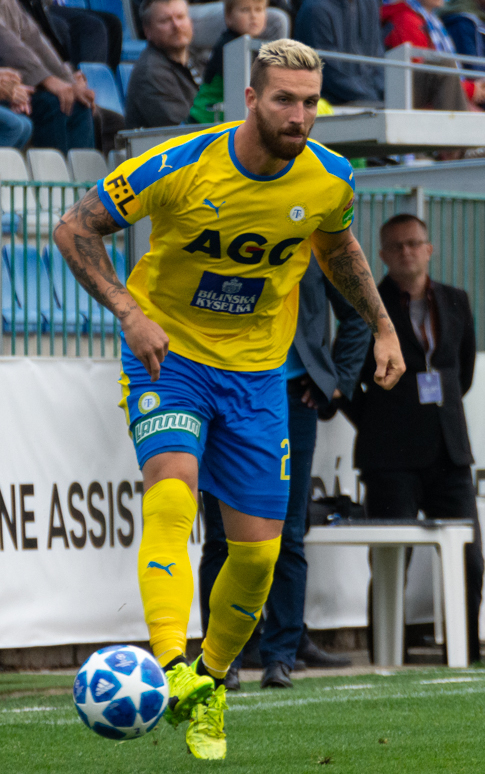
David Vaněček v dresu FK Teplice

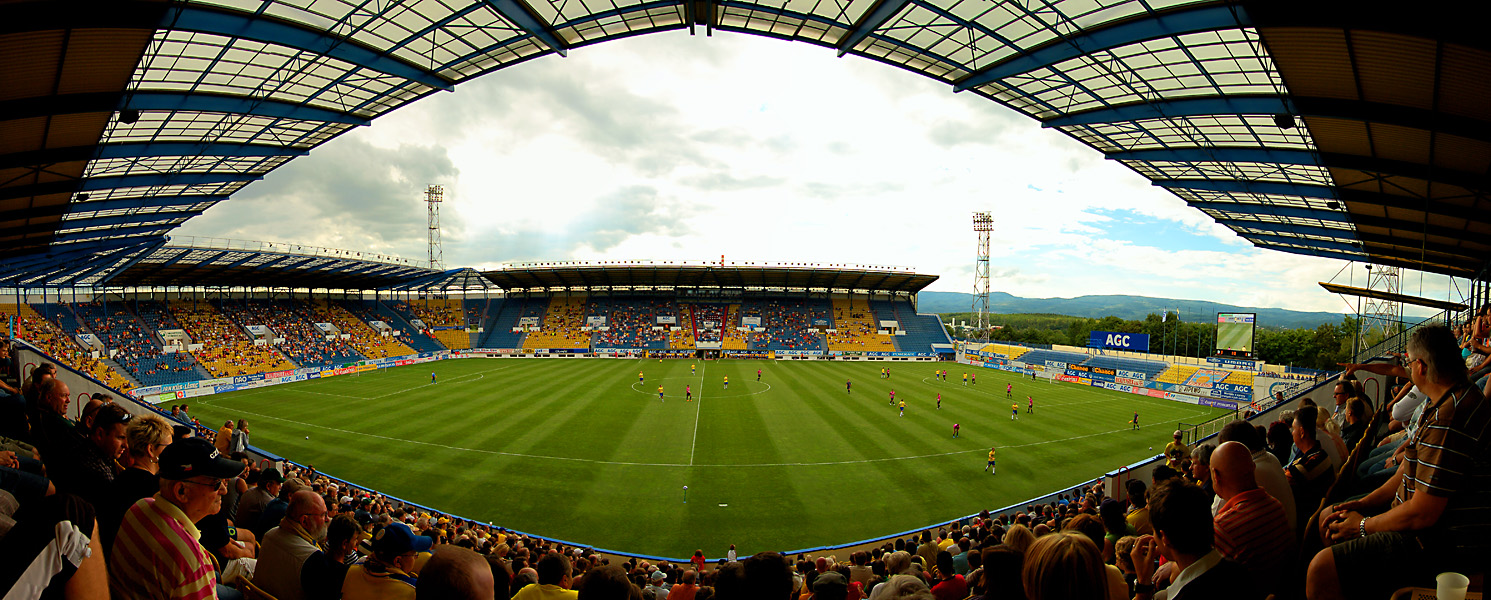
Stadion Na Stínadlech

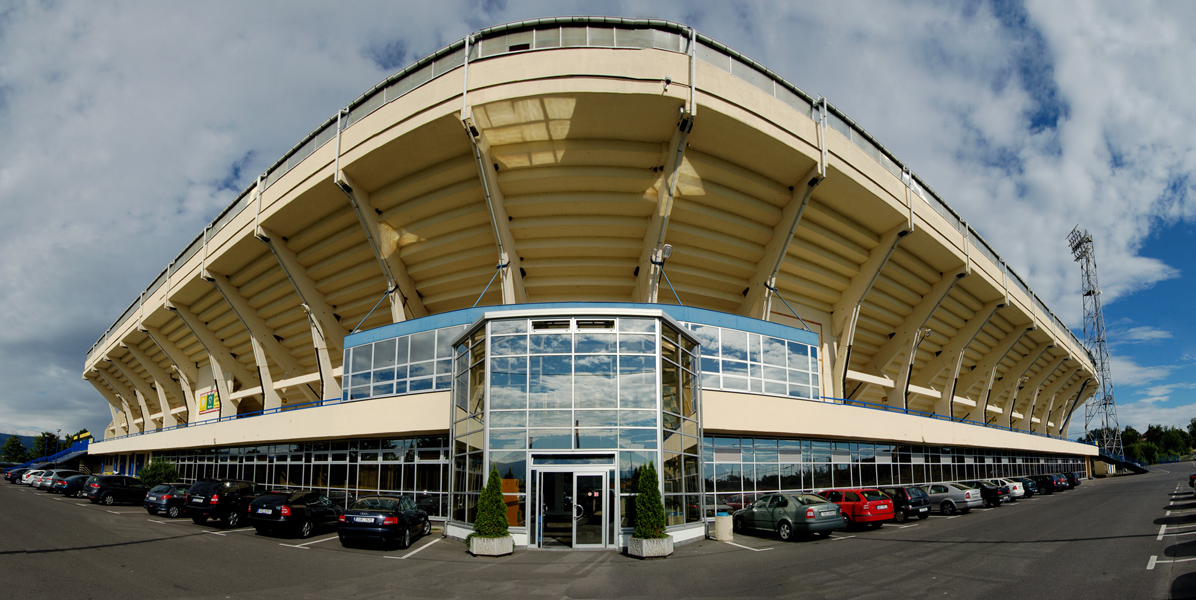
Stínadla - hlavní vchod

Ve městě je několik desítek tělovýchovných jednot a klubů sportovního charakteru. Nejpopulárnější je prvoligový fotbalový FK Teplice založený v roce 1945, jehož nejlepší umístění je druhé místo ze sezóny 1998/99 a třetí místo ze sezóny 2004/05. Nejvyšší soutěž hrál v letech 1948-1952, 1964-1979, v sezóně 1983/84 a nepřetržitě v ní působí od sezóny 1996/97. Ve své historii třikrát vyhrál Český fotbalový pohár (1976/77, 2002/03, 2008/09). Klub se podíval i do evropských pohárů, včetně toho nejprestižnějšího, Ligy mistrů, kde ovšem ihned narazil na německý velkoklub Borussia Dortmund, přes nějž do základní skupiny nepřešel (1999/00). Památnou je sezóna 2003/04 v Poháru UEFA, v níž tepličtí vyřadili dva evropské velkokluby, 1. FC Kaiserslautern a Feyenoord Rotterdam. Dres Teplic oblékaly legendy českého fotbalu Josef Masopust a Přemysl Bičovský. Dále to byly například Pavel Horváth či Štěpán Vachoušek. Mezinárodní kariéru v Teplicích začal Edin Džeko. Své domácí zápasy sehrávají Tepličtí na stadionu Na Stínadlech s kapacitou 18 221 diváků. Je to třetí největší fotbalový stadion v Česku. Otevřen byl roku 1973, rekonstruován byl v roce 2005. Do historie se zapsal také předválečný fotbalový klub Teplitzer FK, který byl řadu let účastníkem československé fotbalové ligy, a za který nastupovala řada tehdejších reprezentantů ČSR, např. Karel Koželuh. Teplitzer hrával na stadionu U Drožďárny.
Dále futsalový FC Balticflora a Wolves Řetenice, dalšími jsou např. TJ Hvězda Trnovany, TJ Lokomotiva Teplice, TJ Bonex, TJ AGC nebo florbalový tým DDM Dynamo Teplice. Město má svůj areál Aquacentrum.
V roce 2019 zde byl postaven nový Zimní stadion Teplice, byl založen hokejový tým HC Teplice Huskies. Dříve zde působil hokejový tým HC Stadion Teplice.
V Teplicích od roku 2006 vždy v červnu probíhá jeden z nejsilnějších mezinárodních šachových turnajů v České republice TEPLICE OPEN, který pořádá Šachový klub Teplice.

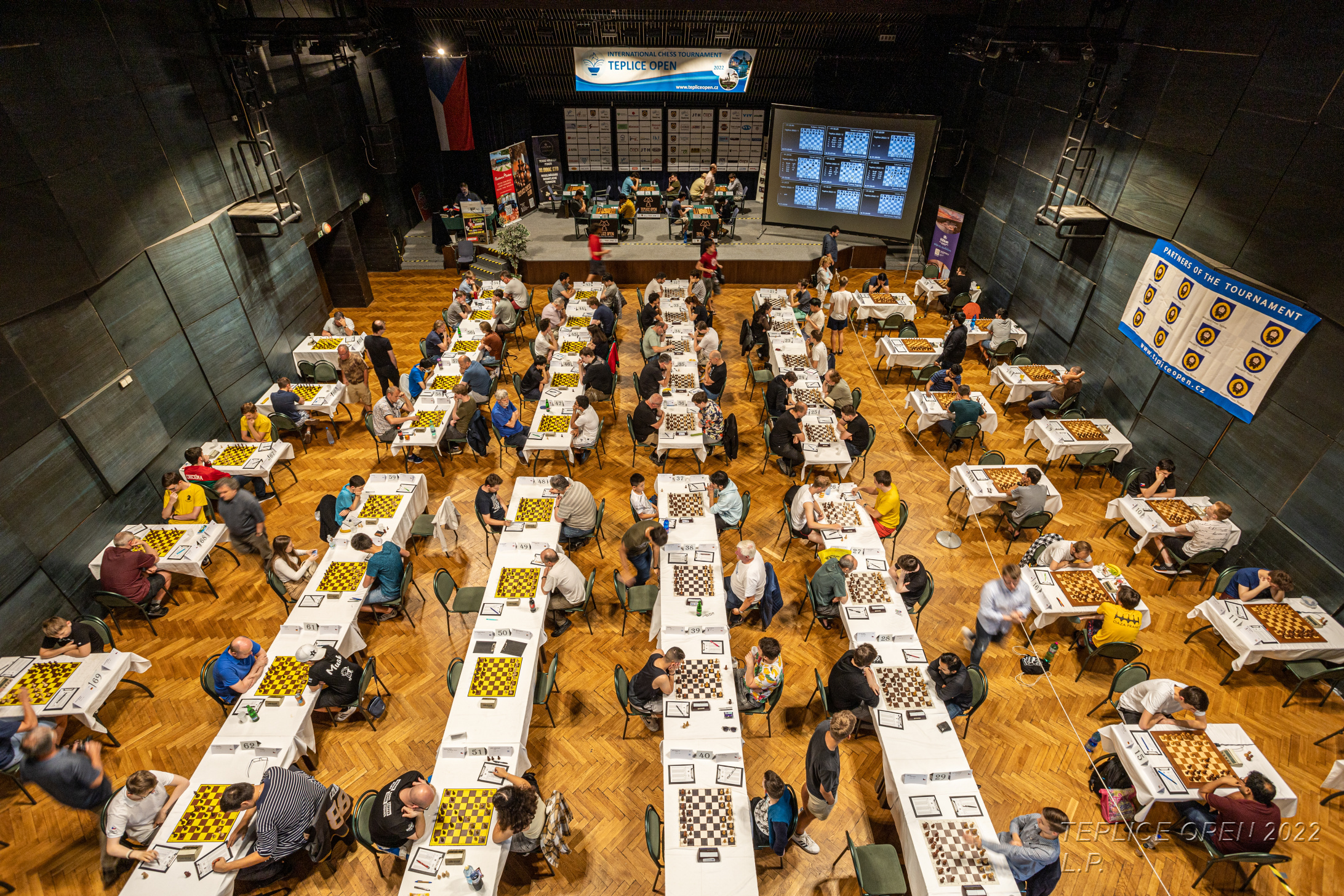
Mezinárodní šachový turnaj TEPLICE OPEN v Estrádním sále Domu kultury.

 Od roku 2008 pak také pravidelně dubnový Evropský pohár v judu[zdroj?] spolupořádaný teplickým Pro Sport Teplice Judo a Českým svazem juda. V roce 2010 zde proběhlo také ME judistů kategorie U17.

## Pamětihodnosti

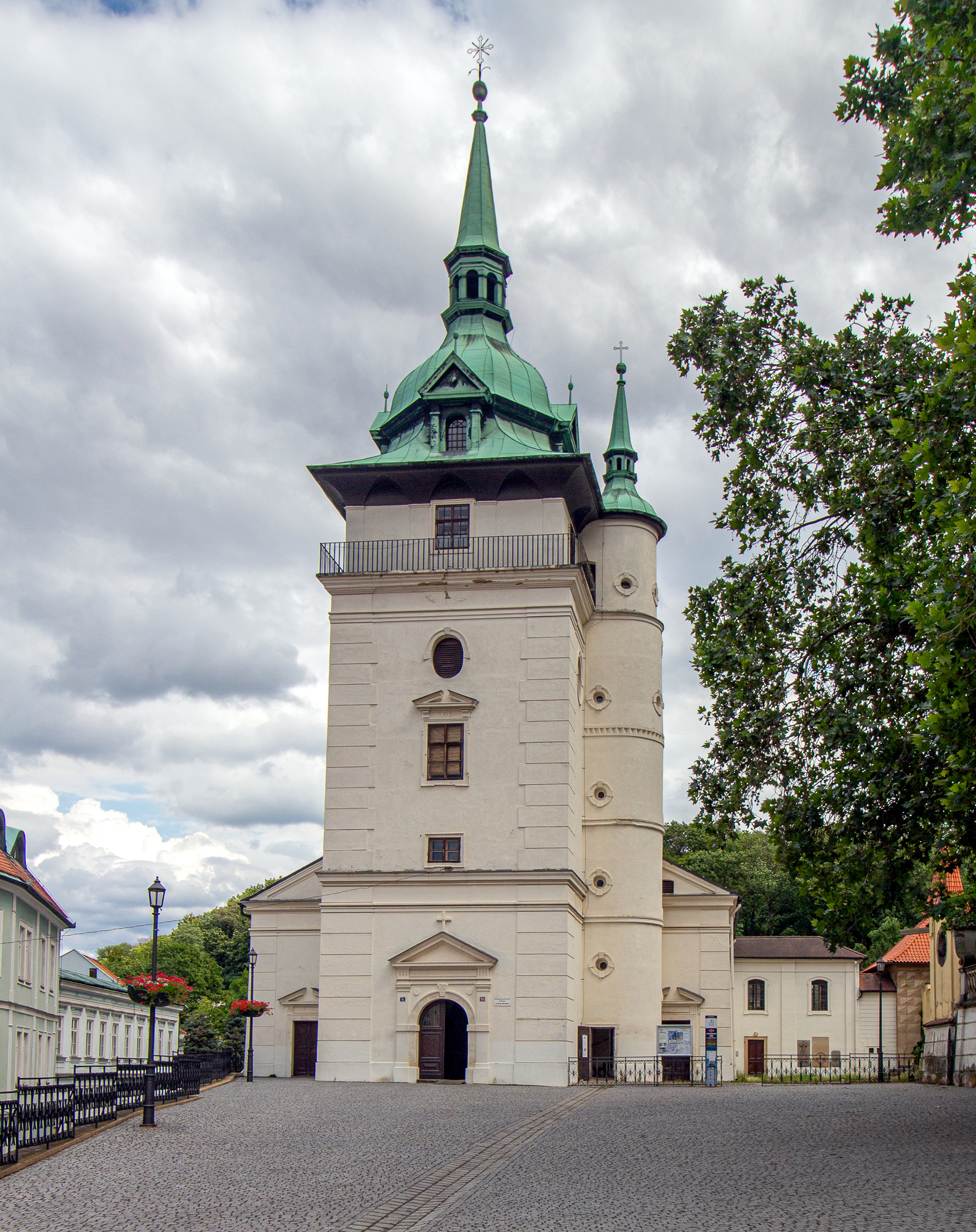
Děkanský kostel sv. Jana Křtitele od SV

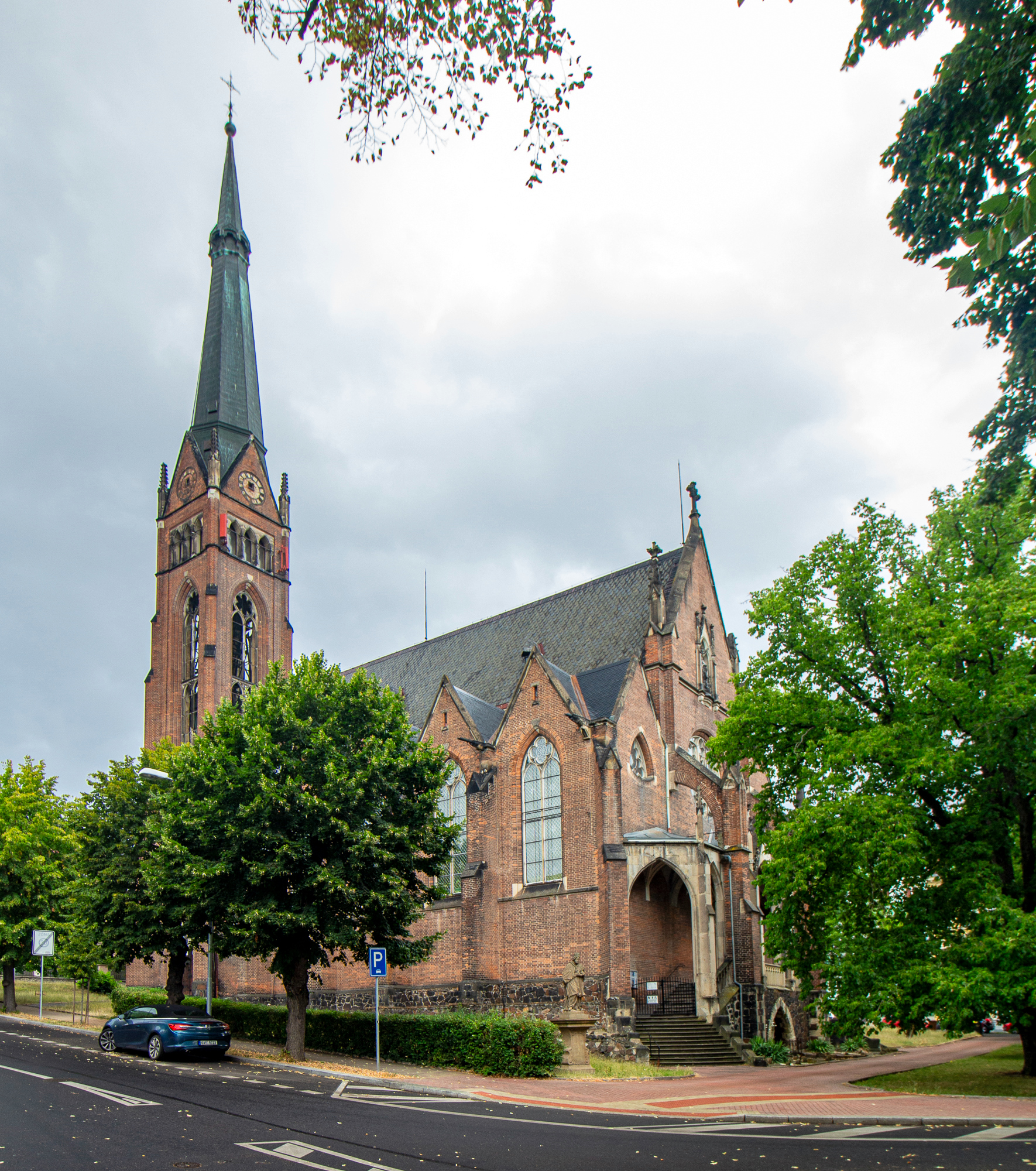
Kostel svaté Alžběty Uherské

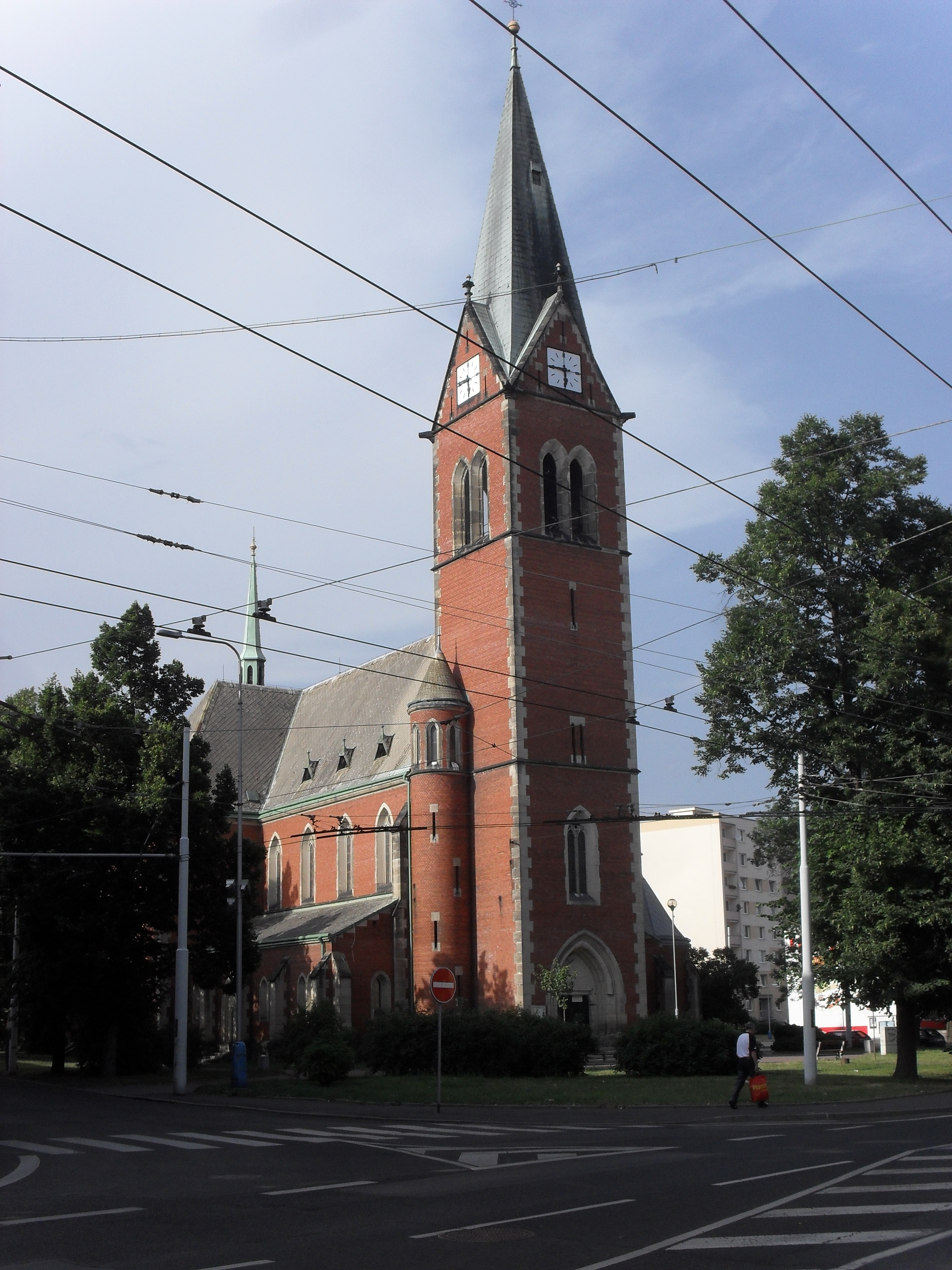
Kostel Nejsvětějšího Srdce Páně tzv. Červený kostel

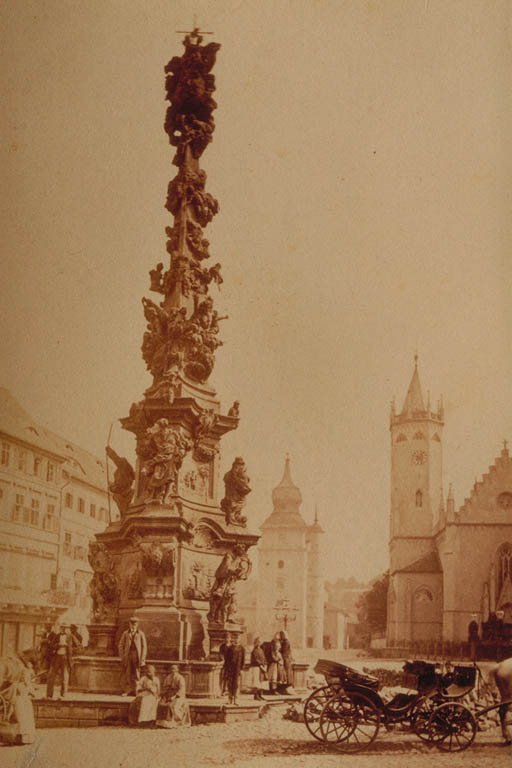
Morový sloup od M. B. Brauna na historické fotografii z roku 1870.

### Kostely
- Děkanský kostel sv. Jana Křtitele stojí v dolní části Zámeckého náměstí. Byl postaven po roce 1585 na místě starší stavby, věž byla dokončena 1594, ale roku 1645 byla průčelní západní věž zasažena bleskem. Požárem byly některé zvony zničeny. Roku 1659 sem byly dodány tři nové, které vyrobil zvonař Mikuláš Löw.[42] Jeden z nich je v kostele dodnes, druhý byl v důsledku válečných rekvizic přesunut do kostela svatého Cyrila a Metoděje v Praze na Karlíně,[43] třetí je nezvěstný. Dále se na věži nachází zvon z roku 1540 od Wolfa Hilgera a zvon z r. 1482 od Hanuše Konváře. Sanktusník kostela, lucerna i postranní věžička jsou prázdné. Nad zvonovým patrem se nachází byt věžníka, dnes pronajatý společnosti Visit Teplice. V kostele je cenné barokní zařízení z doby kolem r. 1730, obraz na hlavním oltáři a na bočních oltářích svatého Jana Nepomuckého a Čtrnácti svatých pomocníků jsou z okruhu Petra Brandla.
- Kostel Povýšení svatého Kříže na Zámeckém náměstí mezi kostelem svatého Jana a zámkem je původně zámecká kaple, postavená po roce 1550 a v letech 1798–1806 romanticky zgotizovaná. Od roku 1950 slouží jako pravoslavný kostel. V boční severní věži se nachází zvon z roku 1477 s nápisem v gotické minuskuli a litinový zvon z bochumských oceláren. V západním okně věže v témže patře je zavěšen také zvonovinový hodinový cymbál, který má průměr 50 cm a kolem jeho horní části se vine rostlinný ornamentální pás, jinak je cymbál nezdobený. Loď kostela je zaklenuta křížovou klenbou, v boční kapli jsou dva italské mramorové oltáře z let 1420 a 1440, použité jako náhrobky
- Kostel Prokopa Holého na Židovském vrchu, Chelčického 447/2, na křižovatce s ulicí Českobratrskou, s mohutnou věží, tvoří dominantu. Původně luteránský kostel sv. Bartoloměje z let 1861–1864 podle návrhu pruského architekta Friedricha Stülera, později v majetku Církve československé husitské, v 90. letech přeměněný na restauraci a dnes prázdný. Věž, dokončená roku 1882, je bez zvonu.
- „Seumeho“ kaple Nalezení svatého Kříže, původně hřbitovní, z let 1728–1730. Drobná obdélná stavba bez věže stojí v Havlíčkových sadech. Sanktusník bez zvonu. Před kaplí je pomník básníka J. G. Seumeho.
- Kostel sv. Alžběty v Šanově z let 1864–1867, vybudovaný podle návrhu vídeňského architekta Heinricha Ferstela, s vysokou zadní severní věží stojí v Šanovských sadech na Zeyerově náměstí. Ve věži se na ocelové konstrukci nachází zvon z roku 1888 od Petra Hilzera.
- Kostel Nejsvětějšího Srdce Páně v Trnovanech je cihlová trojlodní basilika z roku 1910 při silnici do Ústí nad Labem. Ve vysoké jižní věži se na ocelové konstrukci nachází zvon z roku 1911 od Richarda Herolda a litinový zvon z bochumských oceláren.
- Kostel Církve českobratrské evangelické, v ulici J. V. Sládka dostavěn v letech 1946-47. Sbor se nejdříve formoval jako kazatelská stanice, jako samotný sbor vznikl v roce 1926.

### Ostatní budovy
- Teplický zámek je rozlehlý komplex budov, uspořádaný do pěti křídel s nádvořím otevřeným do zámeckého parku. V celé východní části zámku byly v 50. letech objeveny rozsáhlé zbytky románského kláštera benediktinek z poloviny 12. století a půdorys trojlodního kostela, který uzavíral zhruba čtvercový dvůr (dnes přístupné). Na něj navazuje hlavní trakt (do náměstí), který vznikl v polovině 16. století a byl několikrát přestavován. Roku 1787 bylo na západní straně přistavěno divadlo, spojené s hlavním traktem V zámku dnes sídlí muzeum s pozoruhodnou sbírkou soch.[44]
- Zahradní a plesový dům je barokní patrová stavba, kterou roku 1732 postavil Christian Lagler. Stojí volně na západ od zámku a v přízemí je dnes kavárna.
- Hrad na Doubravské hoře se šesti baštami a příkopem z let 1478–1486, roku 1644 pobořený a opravený koncem 19. století.
- Divadlo bratří Čapků s kinem a restaurací postavil v letech 1919–1924 architekt Rudolf Bitzan.[45]
- Concordia je expresionistická budova postavená pro libereckou pojišťovnu Concordia (dokončena v roce 1931) podle návrhu architektů Maxe von Loose a Wilhelma Dorantha s Paulem Schaefterem-Hyrotsbergem.[46]

### Sochy a pomníky
- Morový sloup Nejsvětější Trojice na Zámeckém náměstí je dílo Matyáše Bernarda Brauna a kameníka M. Blümela z roku 1719.
- Řada barokních soch po městě.
- Jubilejní kašna (lidově „u prasátek“ či "Kolostůjova kašna") v parku u divadla je šestiboká kašna s novorománským sloupem uprostřed z roku 1862, která připomíná pověst o založení lázní roku 762. Jako chrliče slouží prasečí hlavy.
- Pravřídlo, kamenný výklenek s původním pramenem v ulici pod kostelem
- Pomník německého básníka J. G. Seumeho, který v Teplicích roku 1810 zemřel, v Havlíčkových sadech.[47]
- Památník zrušení roboty pod vodojemem, na vrchu Jalovčiny pod vodojemem na Nové Vsi.

### Zaniklé stavby
- Při panském špitálu byla roku 1674 založena Loretánská kaple. Postavena byla v místech zaniklého kostela zasvěceného Panně Marii a jejím zakladatelem byl Jan Jiří Marek Clary-Aldringen. Santa Casa byla po roce 1924 zbořena.[48][49]

### Paleontologické objevy
V okolí Teplic byly v minulosti objeveny cenné fosilní pozůstatky křídových mořských plazů ze skupiny Plesiosauria.

## Osobnosti
V seznamu jsou uvedeny osobnosti, které v Teplicích delší dobu žily nebo je jejich působení s městem spjato hlouběji, než pouhým místem narození. Přehled rodáků je v patřičné kategorii.
- Christian Lagler (1668–1741), architekt, autor mnoha barokních staveb v Teplicích
- František Václav z Clary-Aldringenu (1706–1788), politik
- Josef von Smola (1764–1820), generál
- Johann Christian Mikan (1769–1844), lékař a přírodovědec
- Joseph Wolfram (1789–1839), právník, skladatel a starosta Teplic
- Carl Robert Croll (1800–1861), malíř
- Alfred Meißner (1822–1885), spisovatel
- Adolf Siegmund (1831–1916), architekt, inženýr, stavební podnikatel, v 2. polovině 19. století poslanec Českého zemského sněmu a Říšské rady, starosta Teplic
- Karl Stöhr (1833–1896), poslanec Českého zemského sněmu a Říšské rady, starosta Teplic
- Hermann Hallwich (1838–1913), historik a politik
- Anton Tausche (1838–1989), politik
- Gustav Karl Laube (1839–1923), geolog a paleontolog
- Julius von Payer (1841–1915), kartograf, polární badatel a malíř
- Antonín Lewý (1845–1897), malíř
- Hermann Rudolph (1846–1924), architekt, stavitel
- Reginald Czermack (1847–1929), podnikatel, organizátor hasičstva a turista
- Siegfried z Clary-Aldringenu (1848–1929), politik
- August Stradal (1860–1930), klavírista, skladatel, hudební pedagog
- Marie Berta Rohanová (1868–1945), šlechtična
- Otto Herschel (1871–1950), malíř
- Emanuel Kudela (1876–1920), cyklista
- Wenzel Staněk (1879–1926), politik
- Arthur Willner (1881–1959), hudební skladatel a pedagog
- Jan Havlasa (1883–1964), spisovatel
- Michal Mareš (1893–1971), spisovatel
- Heribert Fischer-Geising (1896–1984), malíř
- Františka z Hohenlohe-Waldenburg-Schillingsfürstu (1897–1989), šlechtična
- Pavel Mahrer (1900–1985), fotbalista
- Paul Kohner (1902–1988), filmový agent a producent
- Rudolf Krčil (1906–1981), fotbalista
- Karel Kupka (1906–1971), malíř
- Hanuš Bonn (1913–1941), básník
- Felix Holzmann (1921–2001), komik a bavič
- Jan Robert Alexander (1922–2012), nejvýznamnější navigátor bombardovacího letectva RAF československého původu
- Kurt Taussig (1923–2019), stíhací pilot RAF za druhé světové války
- Hana Truncová (1924–2022), politická vězeňkyně komunistického režimu a členka redakční rady Krušnohorských novin
- Dušan Třeštík (1933–2007), historik a publicista
- Franz Nickel (* 1944), sochař
- Jaroslav Kubera (1947–2020), politik
- Jan Skorkovský (* 1952), veterinář a rekordman
- Jaromír Kohlíček (1953–2020), politik
- Zdeněk Bergman (* 1959), pedagog a politik
- Vida Neuwirthová (* 1962), herečka
- Bohdan Chlíbec (* 1963), básník
- Libor Matejčik (* 1963), hudebník
- Martin Zbrožek (* 1963), hudebník a moderátor
- Martin David (* 1964), básník
- Josef Vojtek (* 1965), zpěvák
- Tomáš Krulich (* 1966), kytarista
- Milan Špalek (* 1966), baskytarista
- Radek Hurčík (* 1969), bubeník
- Tomáš Jarolím (* 1969), politik, hudebník, kontroverzní podnikatel
- Daniela Peštová (* 1970), modelka
- Ota Váňa (* 1971), kytarista
- Robert Lang (* 1970), hokejista
- Martin Krafl (* 1971), moderátor a tiskový mluvčí
- Ota Váňa (* 1971), kytarista
- Radka Štusáková (* 1972), zápasnice
- Vladimír Kořen (* 1973), moderátor a starosta
- Karolína Žákovská (* 1976), politička
- Pavel Doulík (* 1977), pedagog
- Hynek Hanza (* 1977), politik
- Vladislav Rapprich (* 1979), vulkanolog a geolog
- Veronika Černucká (* 1979), spisovatelka
- Martin Prošek (* 1979), bohemista
- Jaroslav Bžoch (* 1983), ragbista a politik
- Jan Zástěra (* 1984), skladatel a dirigent
- Jakub Mráček (* 1985), pedagog a politik
- Veronika Kopřivová (* 1991), modelka
- Dominik Feri (* 1996), politik
- Sabina Rojková (* 1997), herečka

## Galerie

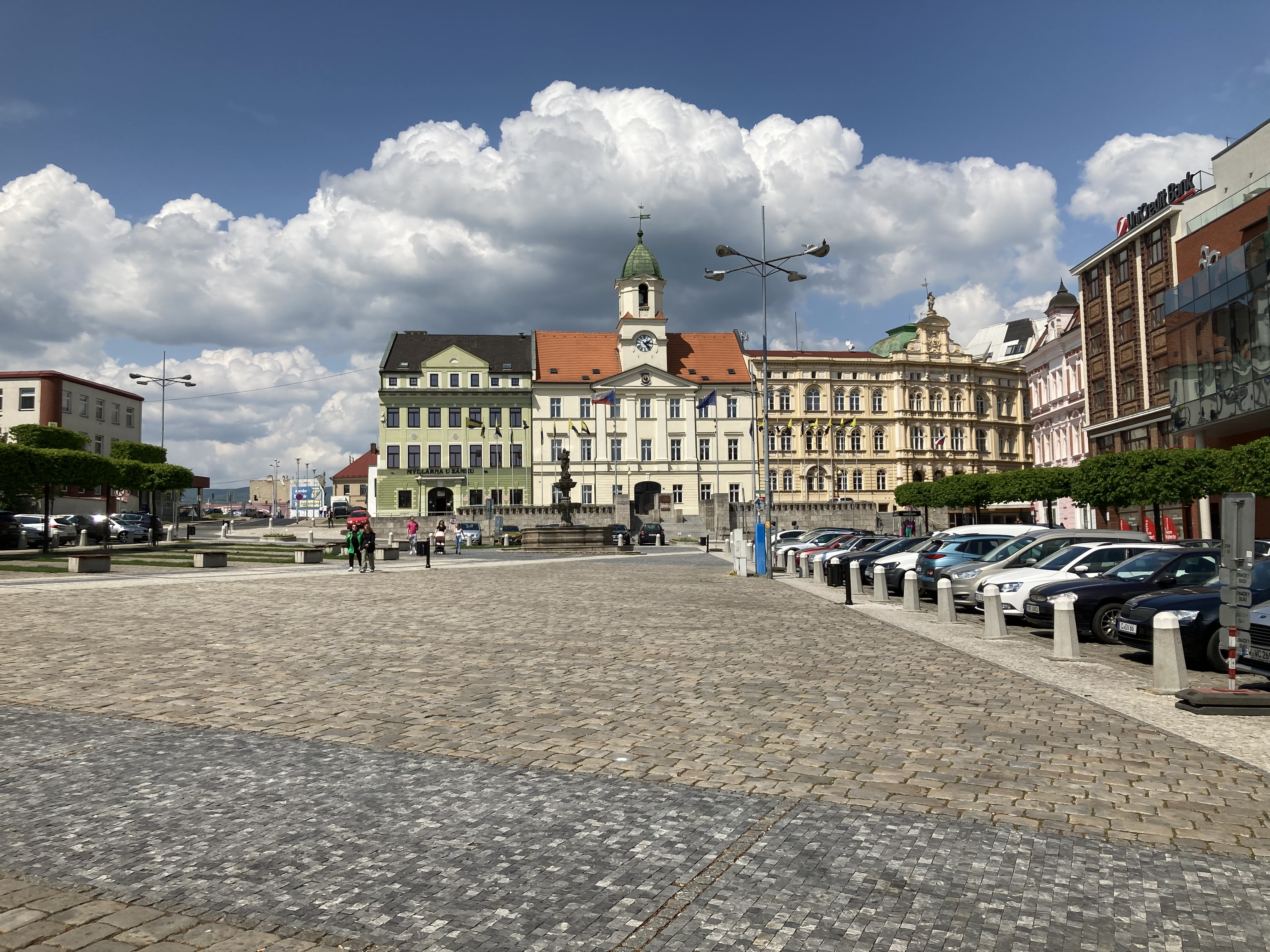
Náměstí Svobody
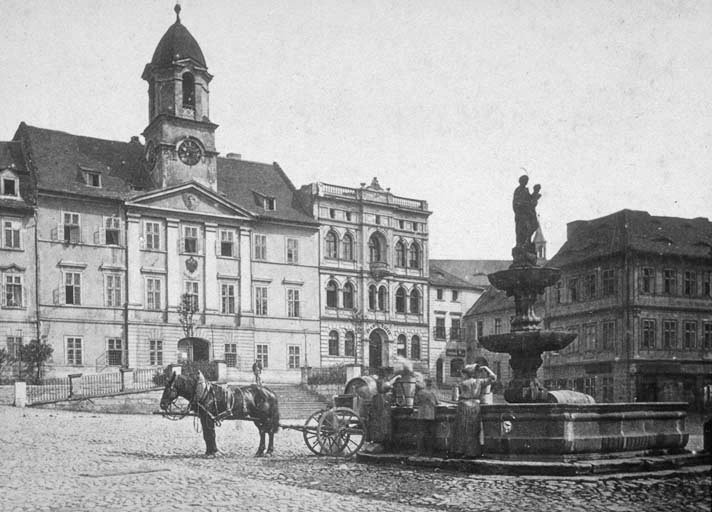
Teplická radnice v roce 1870
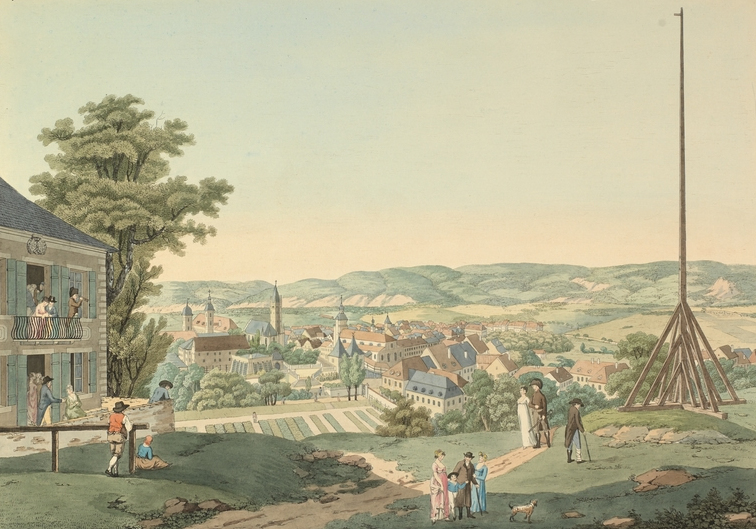
Pohled na Teplice roku 1798
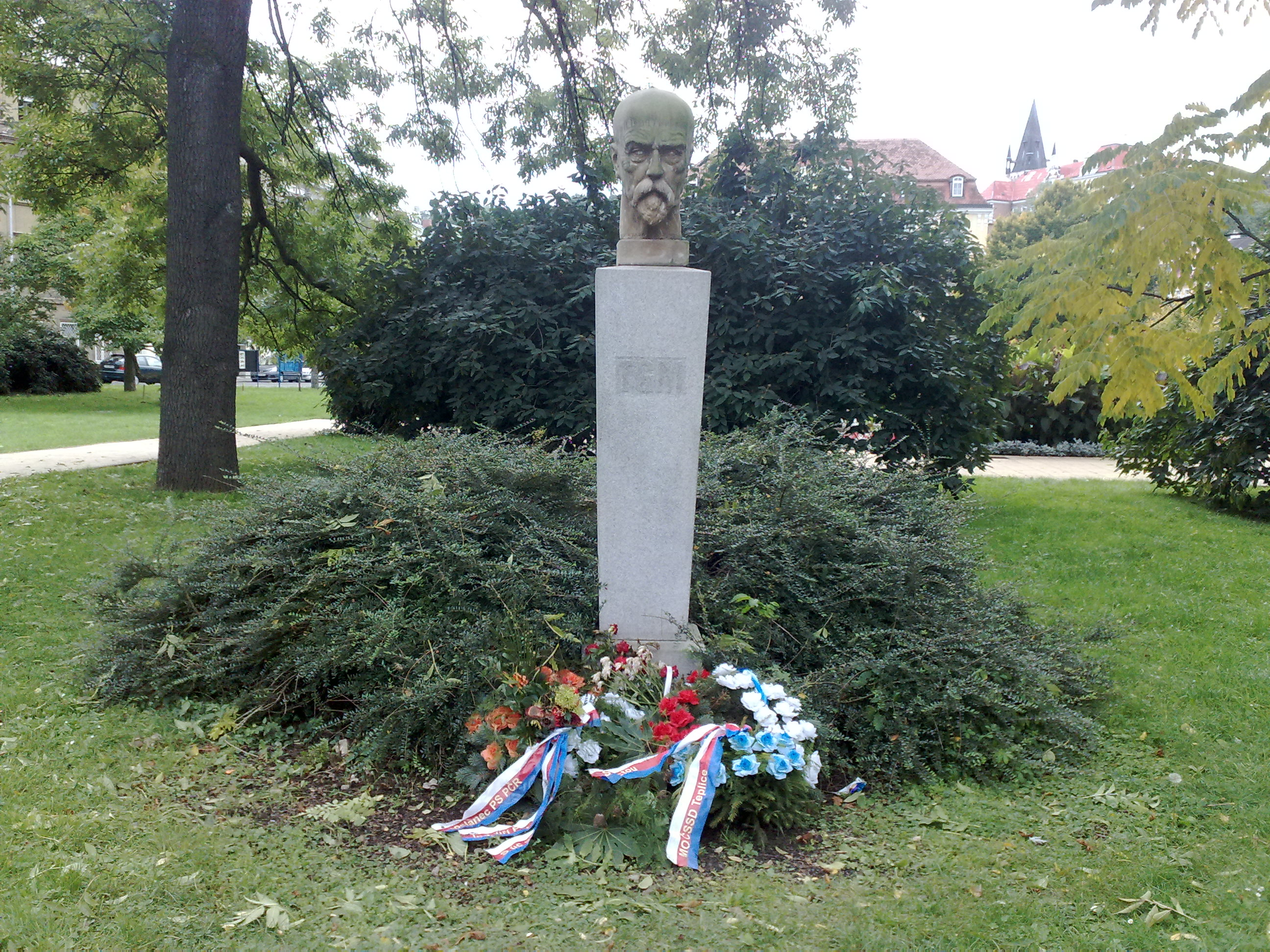
Pomník T.G. Masaryka
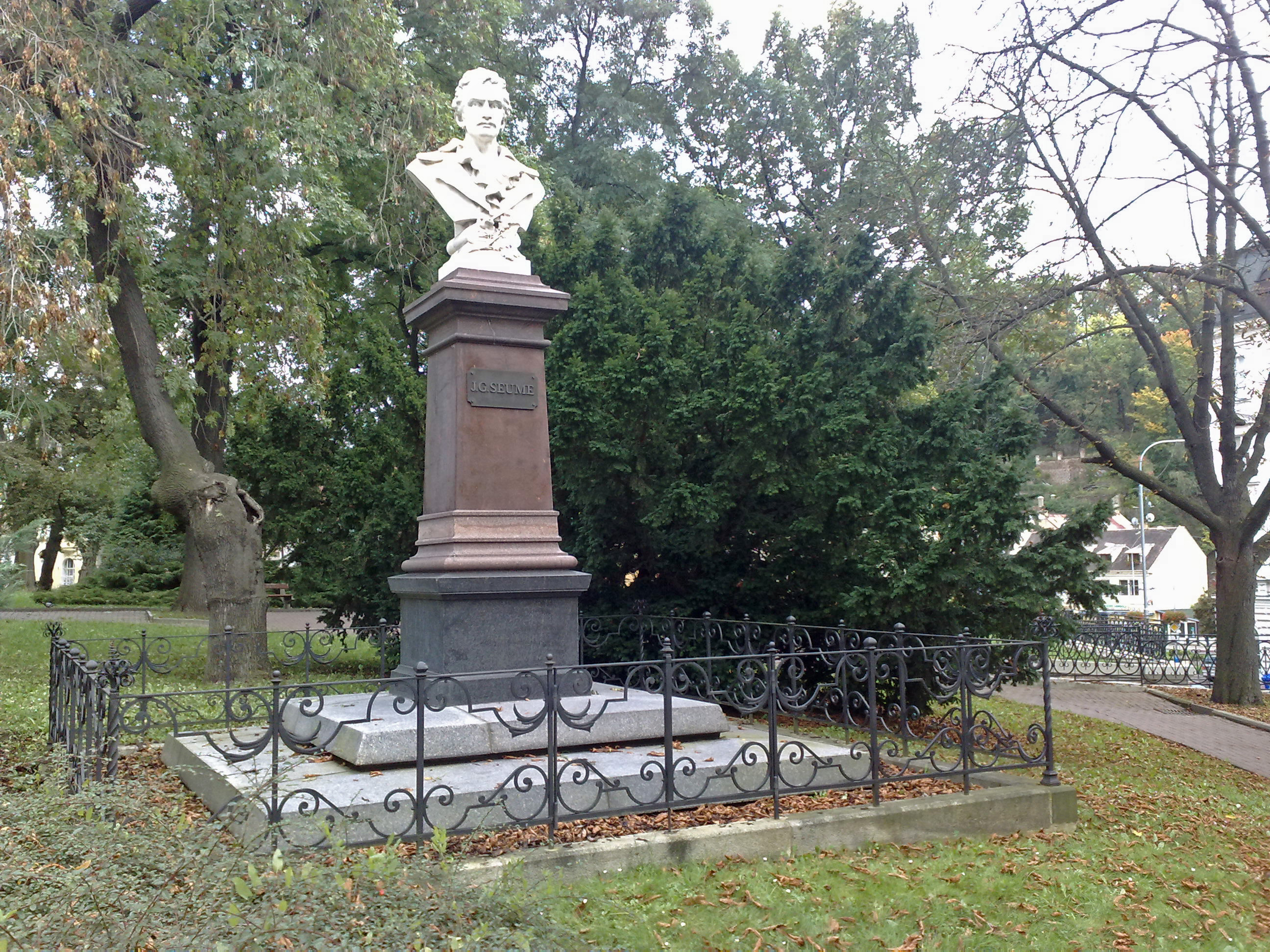
Pomník německého spisovatele, básníka Johanna Gottfrieda Seumeho
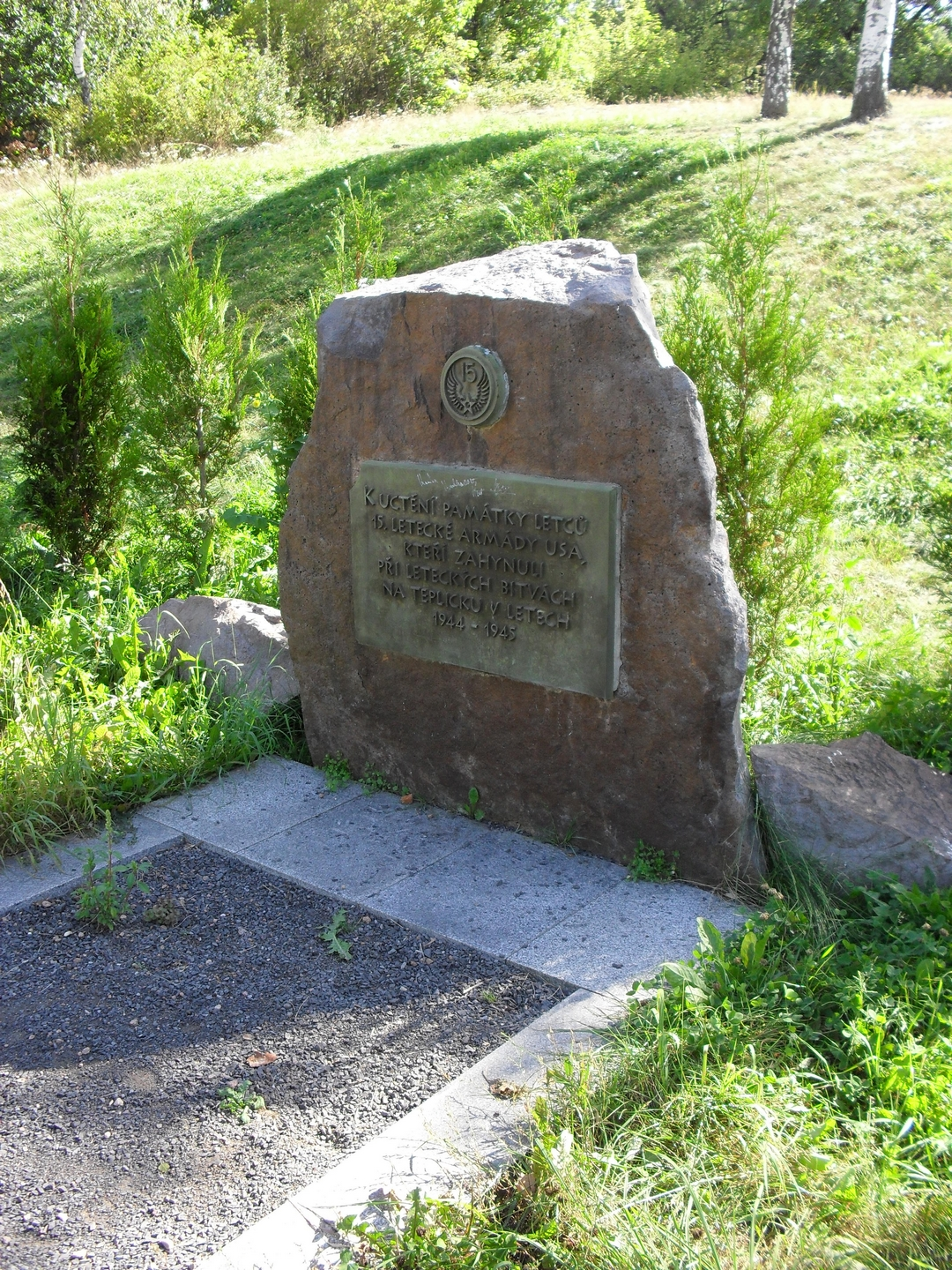
Památník padlých letců 15. letecké armády USA na Doubravce
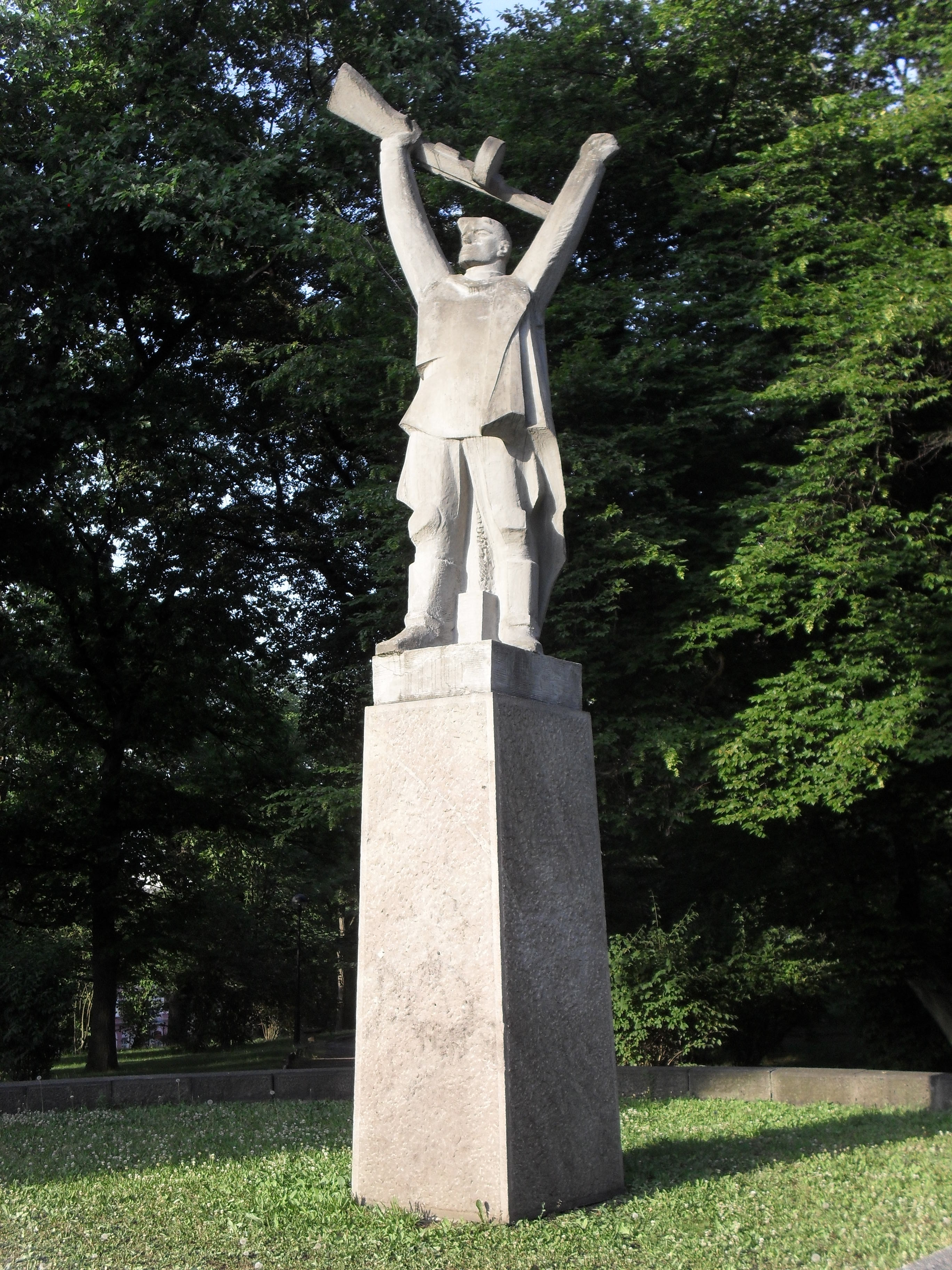
Památník padlých Sovětských vojáků
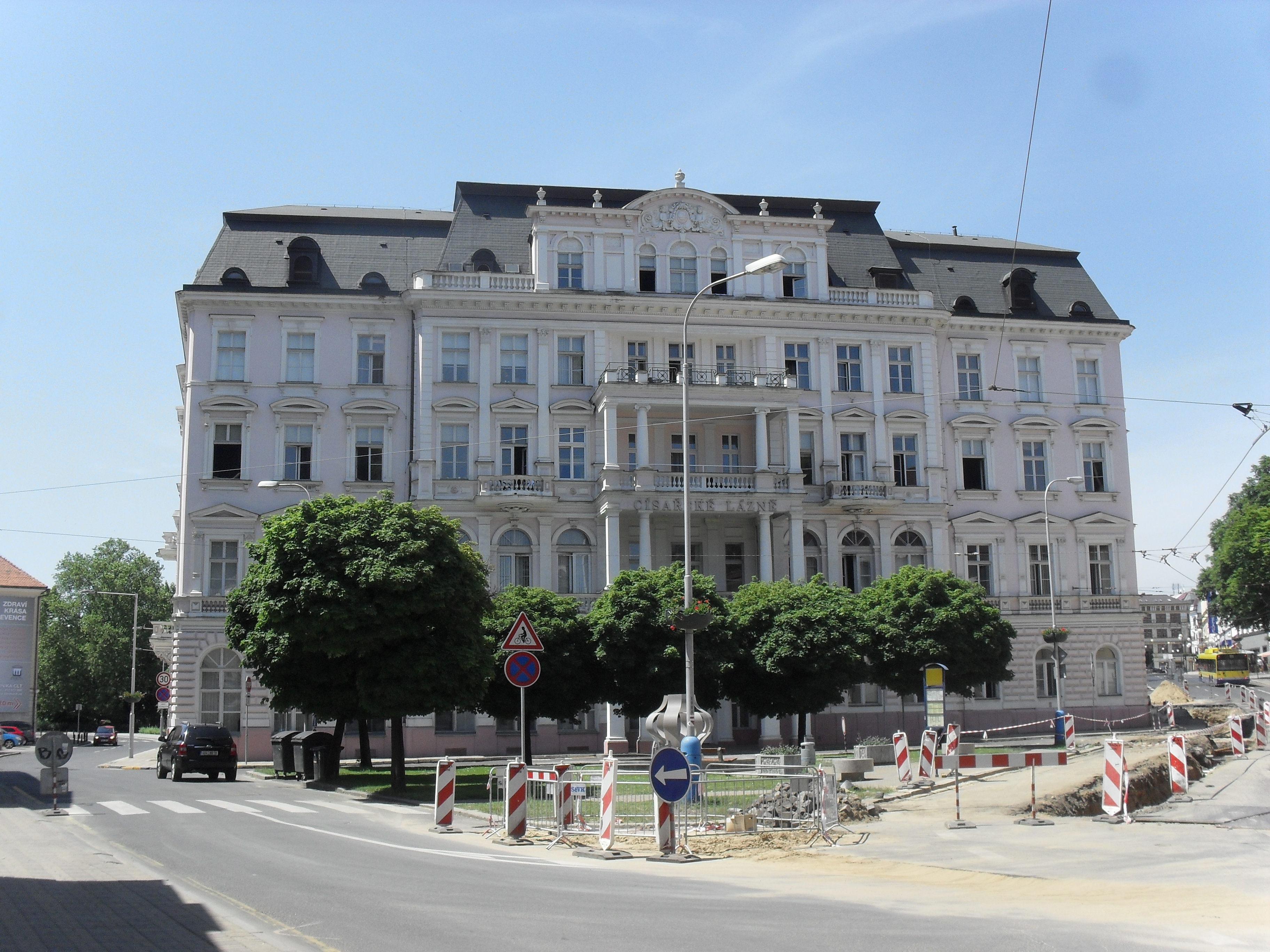
Císařské lázně
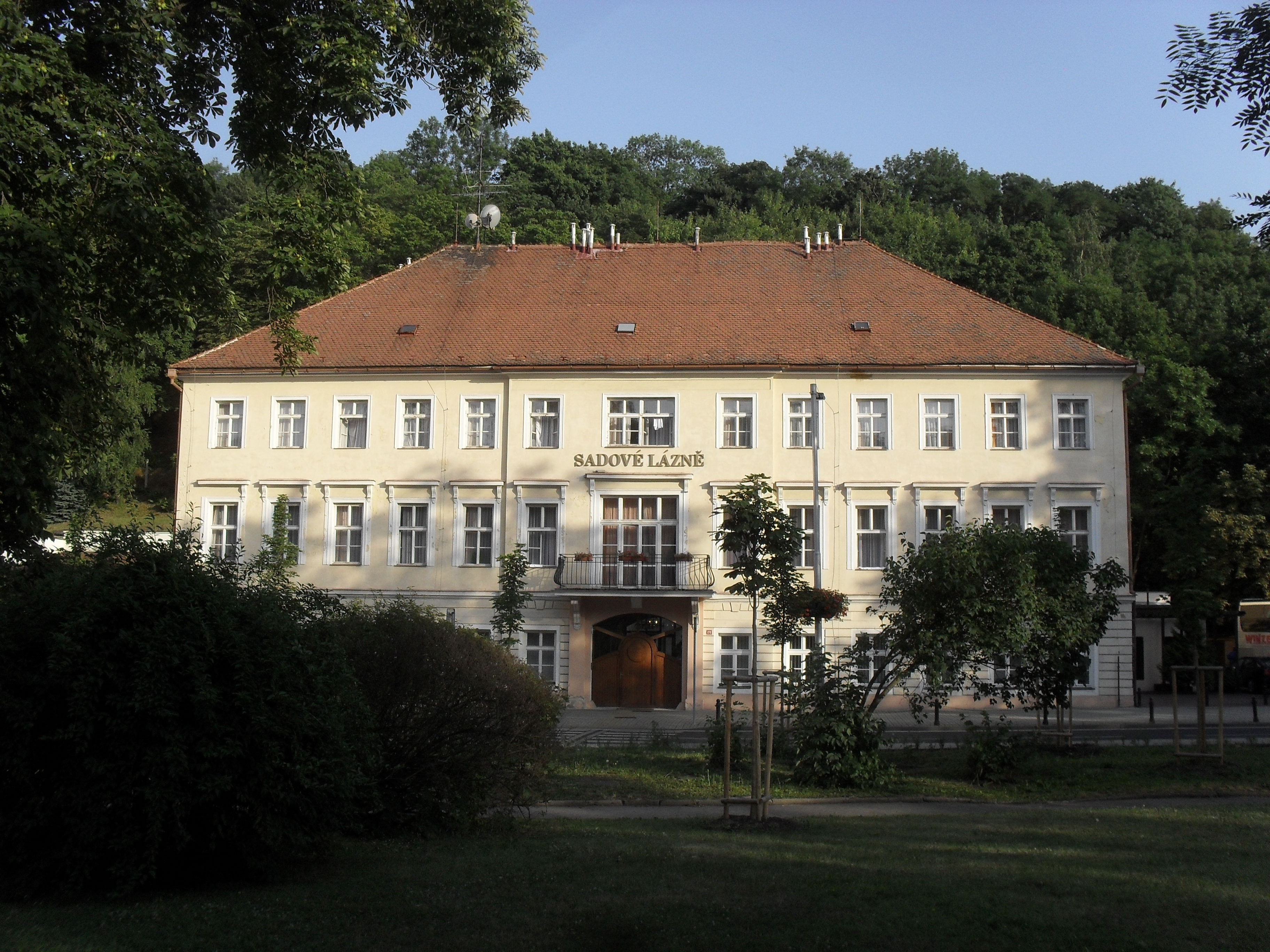
Sadové lázně
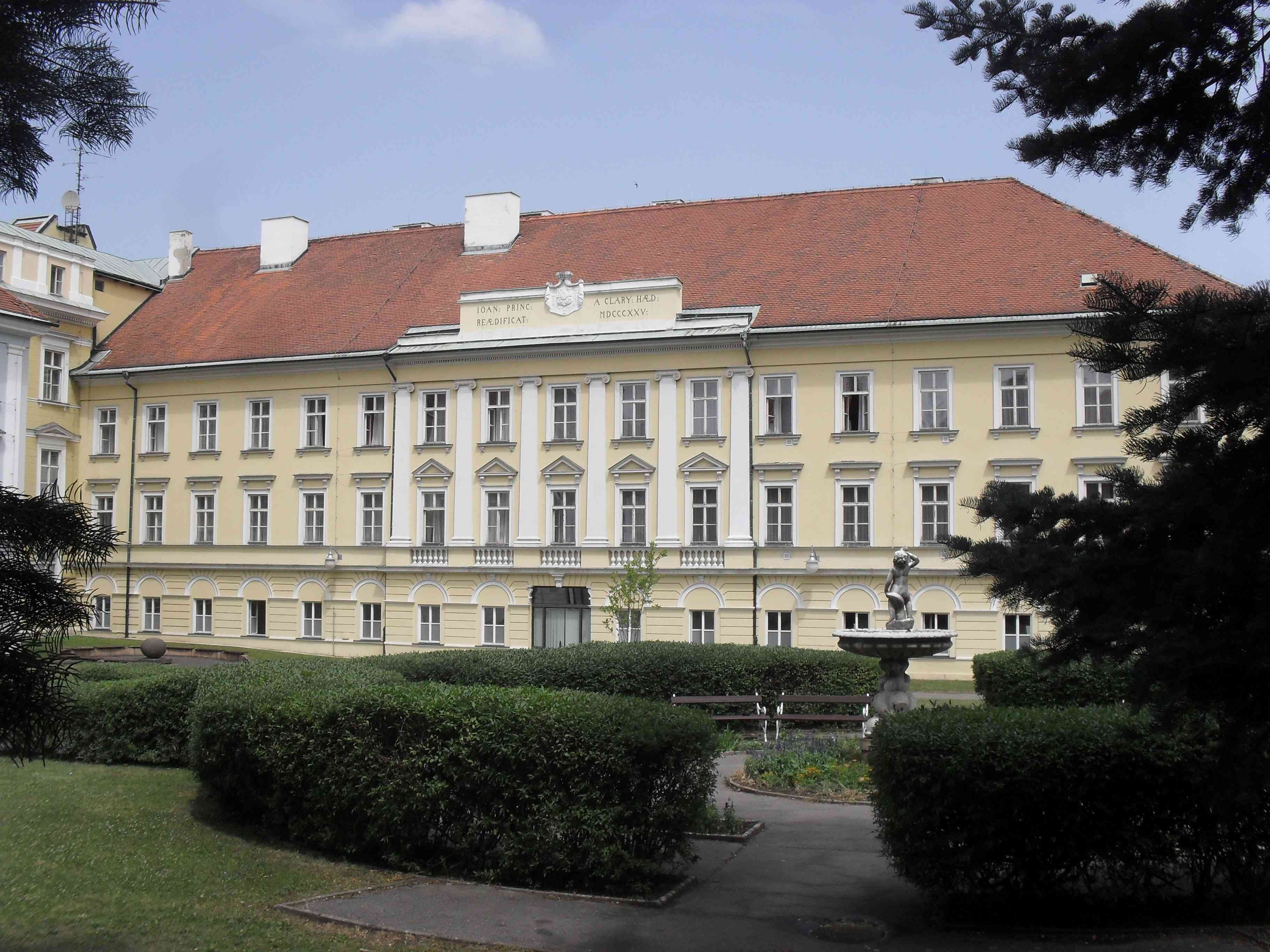
Lázeňský dům Beethoven
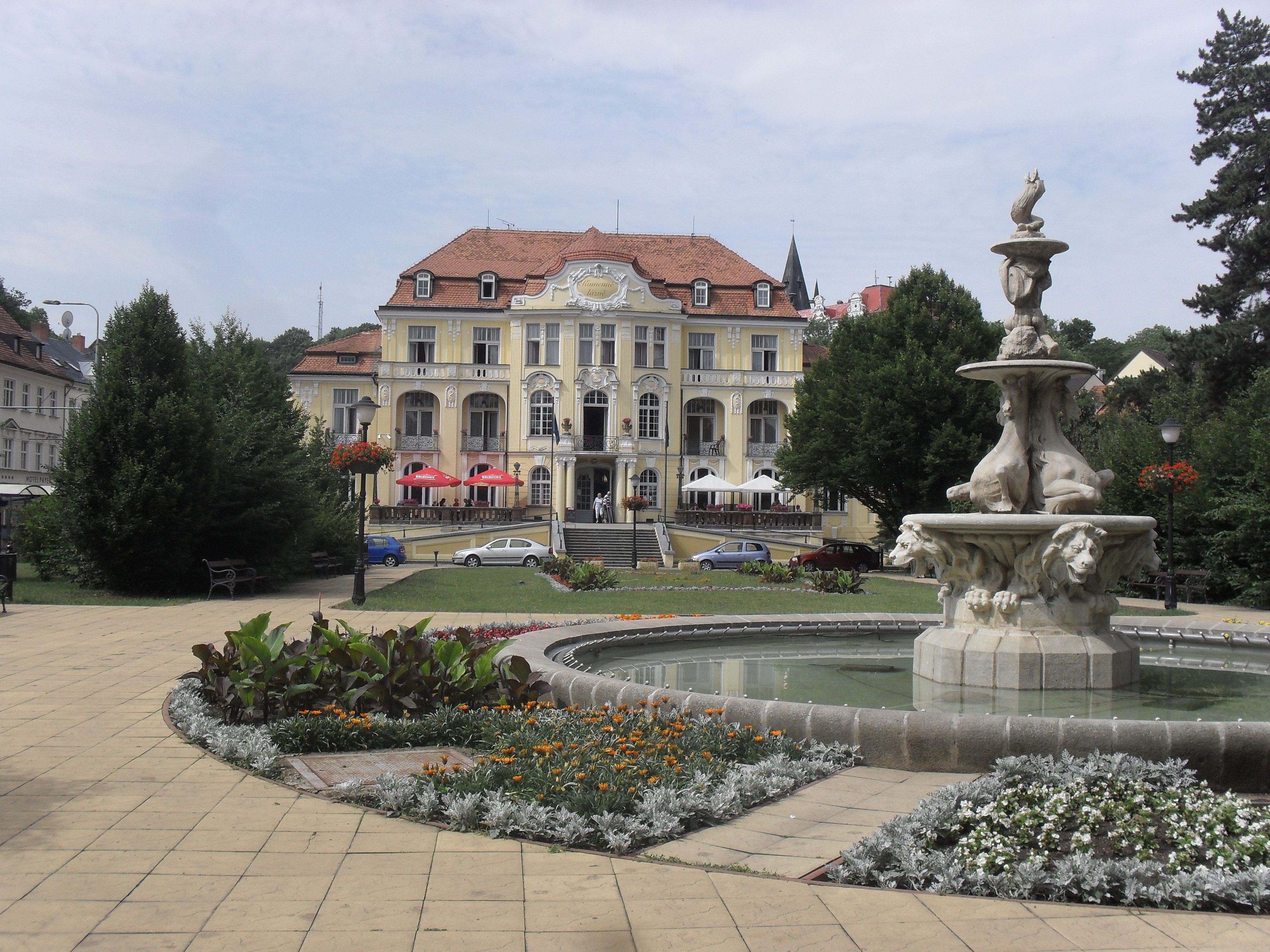
Kamenné lázně
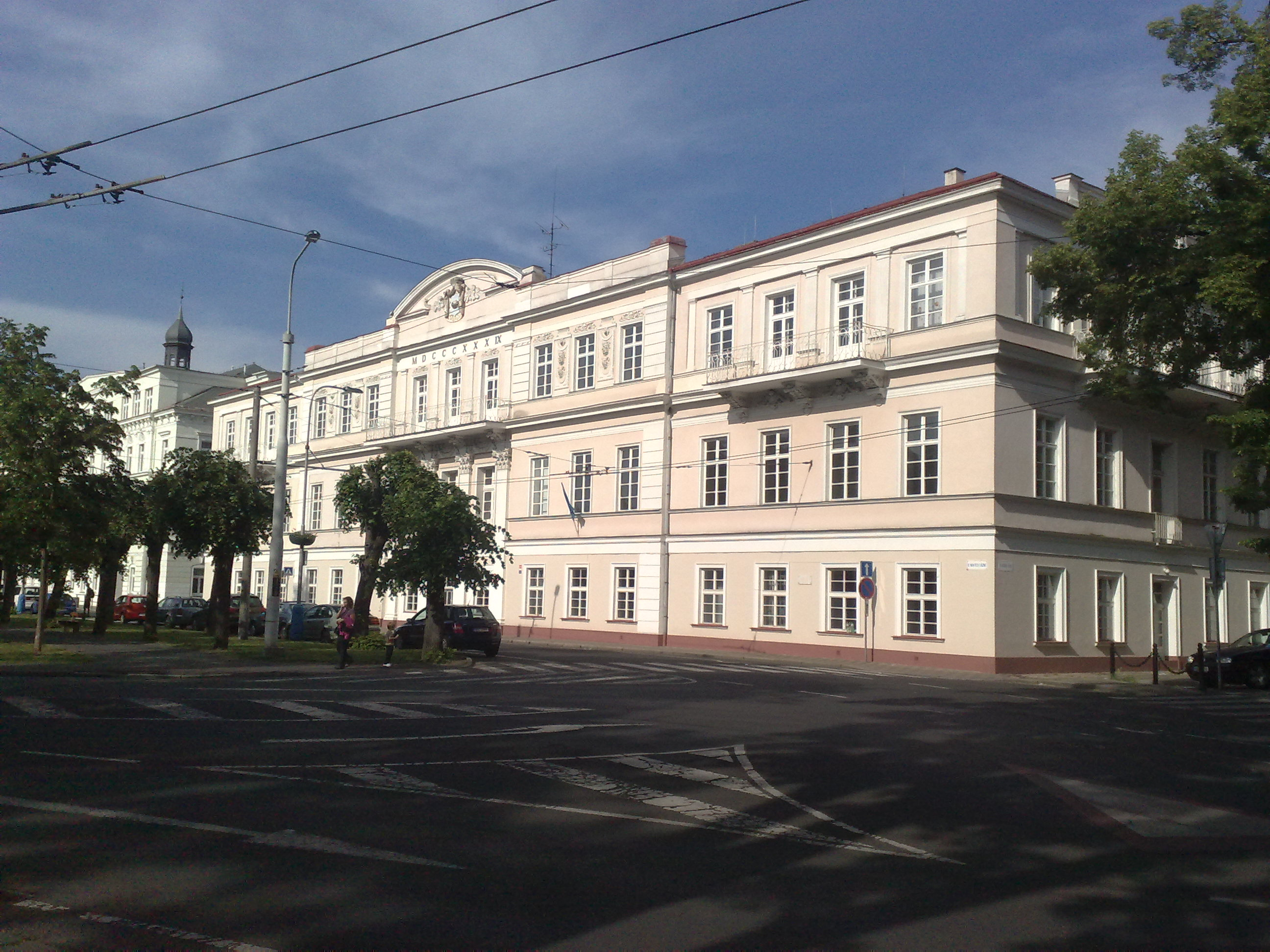
Nové lázně
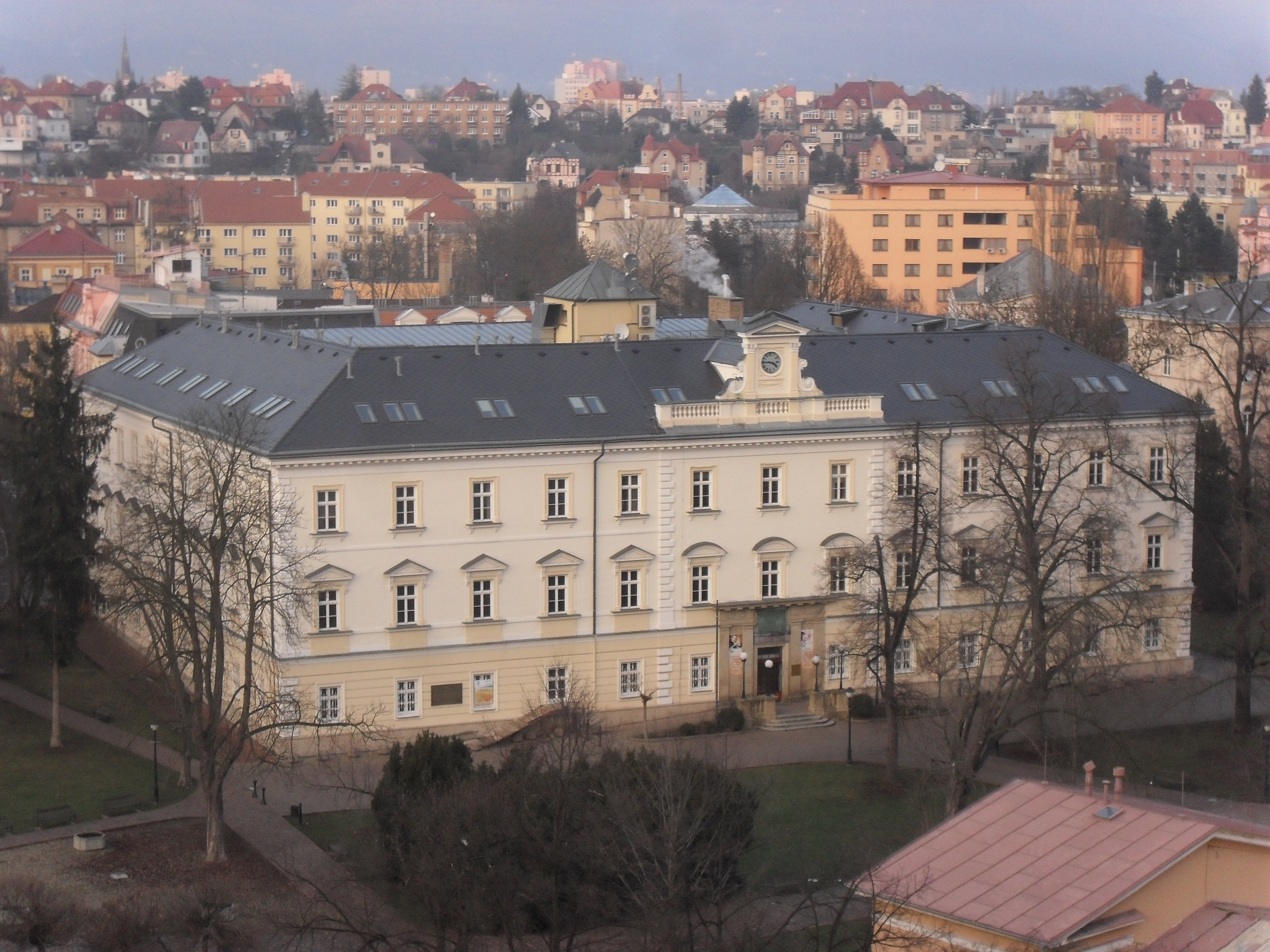
Vojenské lázně
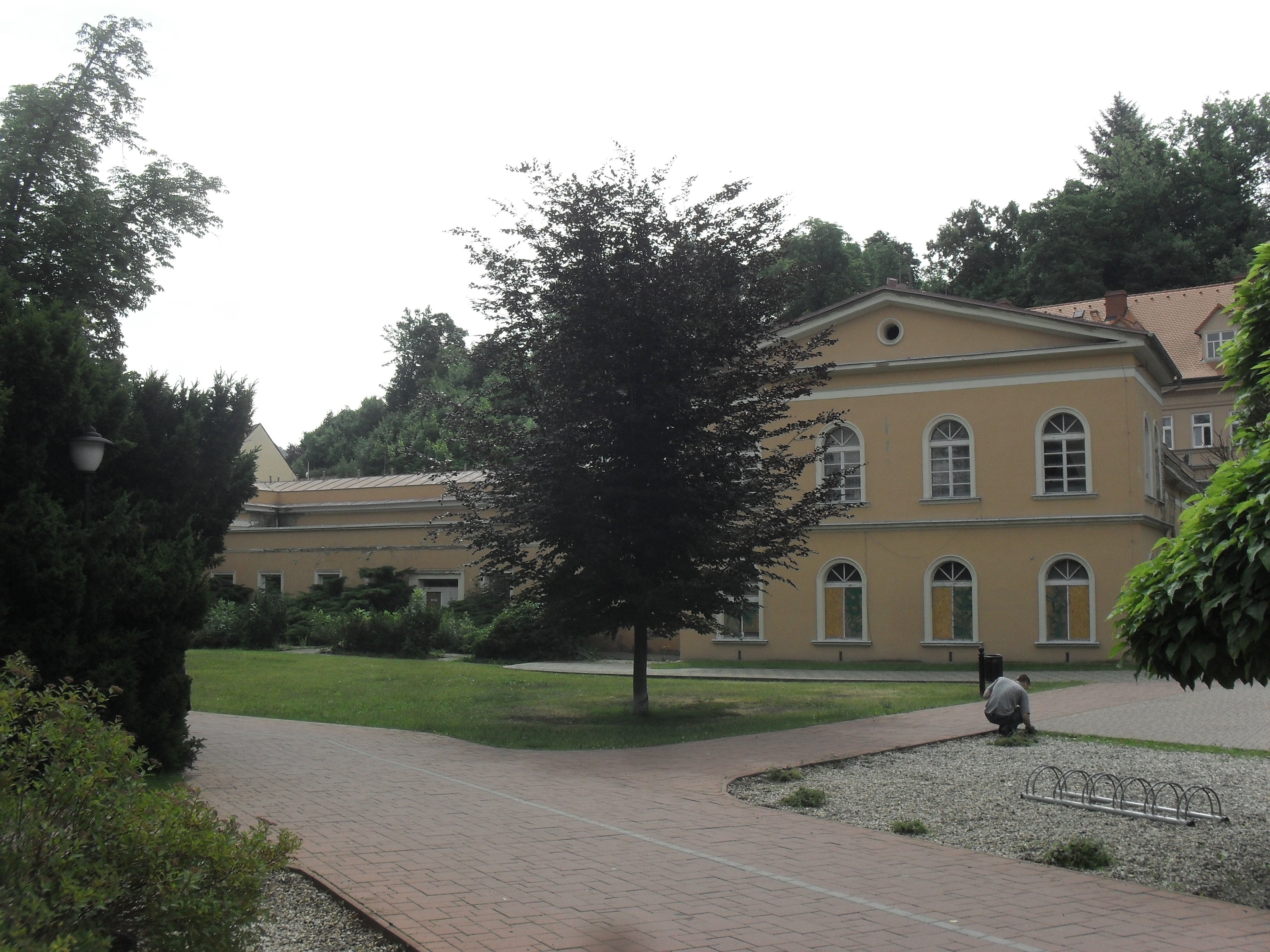
Hadí lázně (mimo provoz)
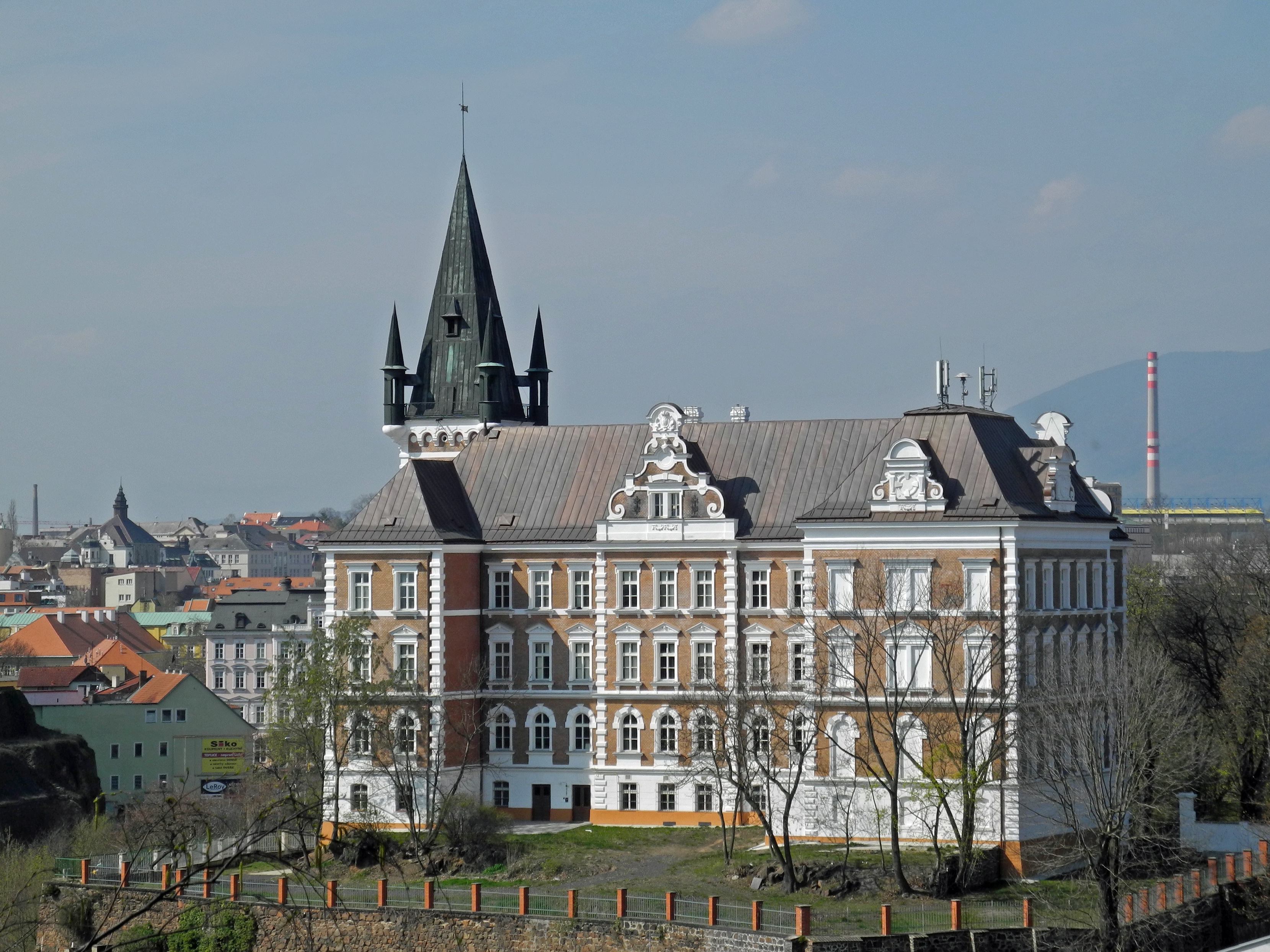
Budova obchodní akademie v Teplicích

#### Faktografická
- POCHE, Emanuel. Umělecké památky Čech: T/Ž. Svazek IV. Praha: Academia, 1982. 640 s. Kapitola Teplice, s. 46–56.
- KILIÁN, Jan, a kol. Teplice. Redakce Ivana Ebelová. [s.l.]: Nakladatelství Lidové noviny, 2015. 542 s. (Dějiny českých měst). ISBN 978-80-7422-339-6.
- WOLF, Jiří; SOUKUP, Michal B. Nápisy okresu Teplice : Inscriptiones in districtu Tepliciensi repertae ab antiquissimo tempore usque ad annum 1800. Redakce Ivana Slunéčková. Duchcov: Muzeum města Duchcova, 2016. 240 s.
- HANZLÍK, Jan; ZAJONCOVÁ, Jana; HÁJKOVÁ, Lenka. Teplice: architektura moderní doby : 1860–2000. Ústí nad Labem: Národní památkový ústav. Územní odborné pracoviště v Ústí nad Labem, 2016. 360 s. ISBN 978-80-85036-66-4.
- MRÁČEK, Jakub. Teplická NEJ…. Ilustrace Magda Barabášová. Teplice: Jakub Mráček, 2017. 170 s. Dostupné online. ISBN 978-80-906665-1-1.
- BOUŠKOVÁ, Pavlína; CHLEBODÁROVÁ, Bohuslava; MICHLOVÁ, Jana; SPÁLA, Radek. Židovské osobnosti Teplicka. Redakce Tomáš Krákora, Jiřina Hejnová, Václava Perglerová; překlad Petra Králová. Teplice: Ulpan Teplice, 2019. 230 s. ISBN 978-80-270-6981-1. (cs, en)

#### Fotografická
- BUDINSKÁ, Jitka. Srdečné pozdravy z Teplic a okolí. 1. vyd. Teplice: Ateliér V & V, 1994. 256 s.
- ZYKMUND, a kol. Turn, 100 let města Trnovany–Teplice. [s.l.]: Europrinty, 2010. ISBN 978-80-254-8772-3.
- ZYKMUND, Jan; NEUVIRT, Radim; KURANDA, Petr; ŠPAČEK, Petr. Teplice: Teplitz-Schönau. Svazek 1. [s.l.]: Europrinty, 2012. 437 s. ISBN 978-80-905175-2-3.
- ZYKMUND, Jan; NEUVIRT, Radim; KURANDA, Petr; ŠPAČEK, Petr. Teplice: Teplitz-Schönau. Svazek 2. [s.l.]: Europrinty, 2014. 437 s. ISBN 978-80-905175-9-2.
- ZYKMUND, Jan; NEUVIRT, Radim; KURANDA, Petr; ŠPAČEK, Petr. Teplice: Teplitz-Schönau. Svazek 3. [s.l.]: Europrinty, 2016. 437 s. ISBN 978-80-906336-1-2.
- BOUŠKOVÁ, Pavlína. Teplicko objektivem Františka Fridricha : Fotografie z ateliéru významného fotografa 2. poloviny 19. století. Teplice: Regionální muzeum v Teplicích, 2020. 152 s. ISBN 978-80-85321-91-3.